# 조 바이든 대통령 취임식
조 바이든 대통령 취임식(영어: Inauguration of Joe Biden)은 현지 시각으로 2021년 1월 20일 정오 직전에 열린 제46대 미국 대통령 취임식으로, 조 바이든 대통령과 카멀라 해리스 부통령의 4년 임기의 시작을 알리는 행사이다. 취임식은 워싱턴 D.C. 미국 국회의사당 서관에서 개최되었으며 59번째 대통령 취임식이었다. 바이든은 대통령 선서를 마치고 해리스는 부통령 선서에 임하였다.
취임식은 도널드 트럼프 전 대통령이 2020년 미국 대통령 선거 결과를 번복하려는 노력에 일어났던 국회의사당 습격, 이에 따른 트럼프 전 대통령의 두 번째 탄핵 소추와 그에 따른 정치적 불안 등 정치, 보건, 경제, 안보 등 위기 상황에서 개최되었다. 행사는 코로나19 전파를 막고 의사당 내 폭력 행위를 원천 차단하기 위해 규모가 축소되었다. 행사 참여는 제117대 미국 국회의원과 동반 손님 한 명으로 제한되어 국정연설과 비슷한 상황을 연출하였다. 행사 참가자들을 보호하기 위해 마스크 착용, 코로나19 검사, 체온 측정, 사회적 거리 두기와 같은 방역 조치가 시행되었다.
미국 헌법 서문에 언급된 '하나된 미국'과 '민주주의를 향한 우리의 결단, 더 공고한 국가를 위한 초석'이 취임식 주제가 되었다.

## 배경
취임식은 2020년 11월 3일 미국 대선에서 도널드 트럼프를 꺾고 차기 대통령으로 당선된 조 바이든의 대통령직 인수를 마무리 짓는 공식 행사이다. 바이든과 그의 러닝메이트인 해리스의 승리는 2020년 12월 14일에 열린 선거인단 투표로 공식화되었다. 해리스는 미국 헌법 제1조 제6항에 따라 2021년 1월 18일 정오를 기해 상원의원직에서 사퇴하였다. 선거의 정당성에 대해 계속 이의를 제기했지만 패배한 지 정확히 두 달 만에 질서정연한 권력 이양을 약속한 트럼프는 이날 행사에 참석하지 않겠다고 밝혔다.
취임하자마자 바이든은 만 78세 61일로 가장 나이가 많은 대통령이 되었으며, 만 77세 349일에 퇴임한 로널드 레이건보다 나이가 많았다. 그는 또한 델라웨어주 출신 첫 대통령이 되며, 존 F. 케네디 다음으로 두 번째 가톨릭 신자이자, 전 부통령이 대통령이 된 15번째 사례이다. 해리스는 미국 역사상 최초 여성, 흑인 및 아시아계 미국인 부통령이 되었다.

## 주최자

### 의회 공동위원회
바이든 대통령 당선자와 해리스 부통령 당선자의 취임식은 로이 블런트, 미치 매코널, 에이미 클로버샤 상원의원과 낸시 펠로시, 스테니 호이어, 케빈 매카시 하원의원으로 구성된 초당적 위원회인 취임식 의회공동위원회가 기획하였다. 위원회는 미국 상원 규칙행정위원회가 감독한다.
2020년 12월 8일, 공화당 위원들은 바이든과 해리스를 각각 대통령 및 부통령 당선자로 인정하는 결의안에 반대표를 던졌다. 바이든의 승리가 선거인단 인증을 거친 뒤, 블런트와 다른 공화당 상원의원들은 마침내 바이든을 대통령 당선자로 인정하면서, 바이든 취임 위원회와 취임식 준비를 위해 연락을 취할 것이라고 밝혔다.

### 대통령 취임위원회
2021년 대통령 취임위원회는 미국 대통령 및 부통령 당선자의 지시에 따라 여러 취임 관련 행사를 조직하였다. 준비위원으로 짐 클라이번, 에릭 가세티, 세드릭 리치먼드, 리사 블런트 로체스터, 그레첸 위트머 (공동의장), 토니 앨런 (최고책임자), 마주 바기스 (이사), 이바나 캔슬라와 에릭 윌슨 (부이사), 데이비드 A. 케슬러 (수석의료고문) 등이 임명되었다. 위원회는 2020년 민주당 전당위원회를 기획한 스테파니 커터와 리키 커쉬너도 임명하여 취임식을 조직하였다.

## 테마와 편성
취임식 공동위원회는 미국의 정책과 민주주의와 평화로운 권력 이양을 상징하기 위해 취임식 주제를 '민주주의를 향한 우리의 결단, 더 공고한 국가를 위한 초석'으로 정했다. 앨런 취임위원회 최고책임자는 '코로나19 대유행으로 취임식이 기존과 다르게 보일 수 있을 것'이라면서 미국인들이 안전하게 취임식을 시청하면서 전통을 유지할 수 있도록 개최하겠다고 밝혔다.
여기에는 연예인들이 참석하는 콘서트와 행사가 포함되어있으며, 2021년 1월 16일 토요일부터 취임 당일 저녁까지 닷새 동안 이어지는 라이브 음악 공연과 연설이 포함되어있다. 위원회의 취임 주제는 '하나된 미국'이며 공식 유튜브 채널 및 기타 소셜 미디어 계정에는 취임식과 관련된 독점 콘텐츠가 올라온다.

## 계획

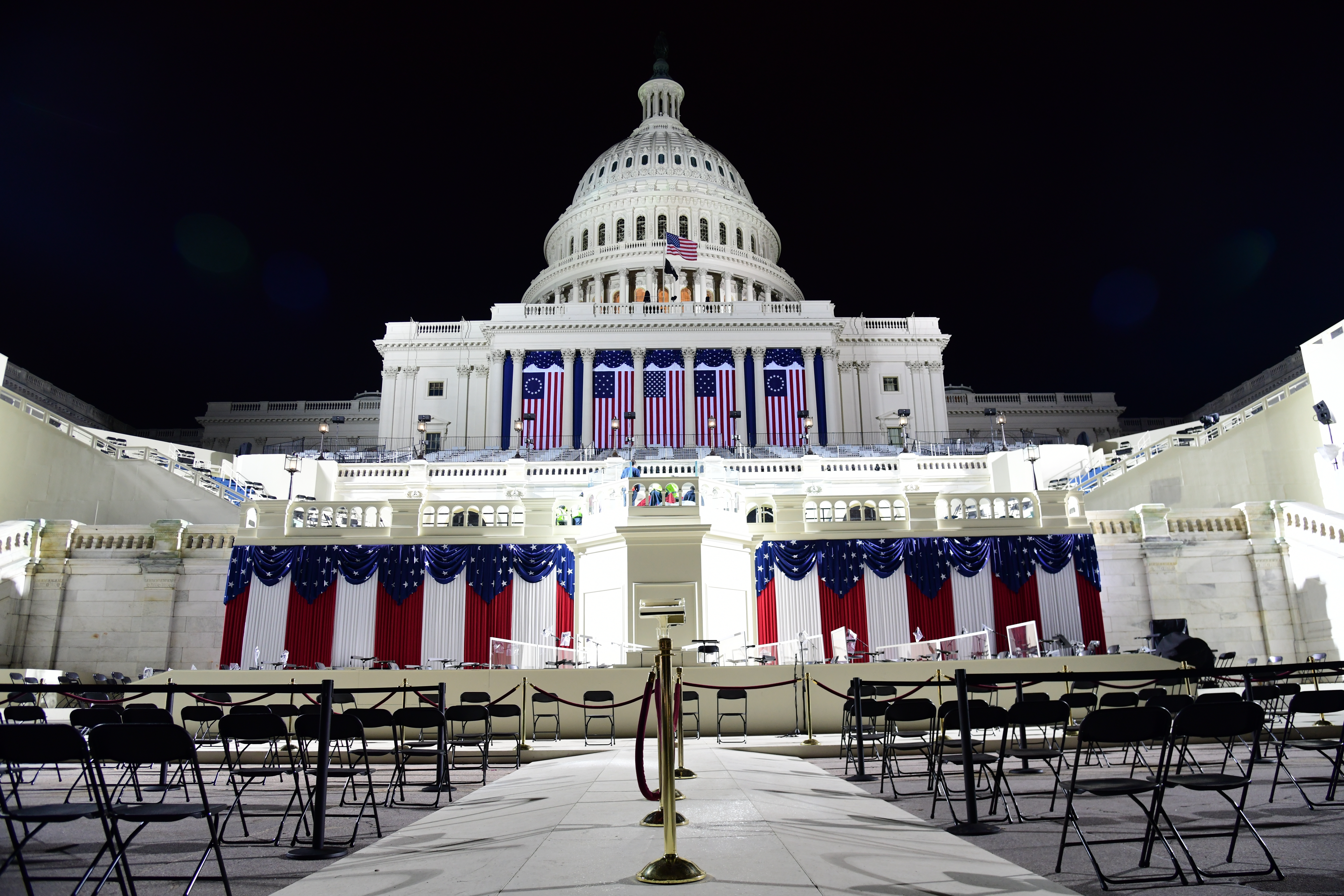
미국 국회의사당에 설치된 취임식장

2020년 9월 3일, 국회의사당 경찰위원회는 "이 행사에 필요한 취임식장과 기타 시설의 안전한 건설을 위해" 2020년 9월 7일부터 2021년 2월 28일까지 국회의사당 서부 정면의 출입이 통제될 것"이라고 발표했다. 공사는 2020년 9월 29일에 시작되었다. 취임식장 착공을 기념하는 전통적인 '첫 번째 못 행사'는 대법관 루스 베이더 긴즈버그의 사망으로 무산되었다. 행사장에는 관중 1,600명을 수용할 수 있지만 코로나19의 전파를 막기 위해 참석자 수를 훨씬 줄였다. 또한 합창단과 초청 가수 등 1,000명을 수용할 수 있는 무대가 있었으나 안전 수칙을 지키기 위해 무대 규모도 축소하였다.

## 비용
과거 취임식에 비해 바이든 취임식 인원 규모가 급격히 줄면서 비용도 줄어들 것으로 예상되었다. 일반적으로 대통령 취임식에는 1억 달러가 들어간다. 참가자 수를 제한하기 전인 2020년 9월에는 취임식 행사 비용이 4490만 달러를 넘어갈 것으로 예상하였고, 컬럼비아 특별구가 지출한 비용은 연방정부가 보조하기로 하였다. 하지만 취임 2주 전인 1월 6일에 국회의사당이 습격당하고 전국에 걸쳐 정치적 소요가 발생할 수 있다는 점을 들어 경호 강화 필요성이 더 높아졌다. 존 샌드윅 전 국토안보부 관계자는 대통령 지명 전당대회가 대부분 화상으로 이루어졌고 코로나19 대유행으로 대통령 후보들의 이동이 축소된 2020년 선거철에는 비밀 경호국이 평소보다 적은 비용때문에 자금이 남아 있을 가능성이 높을 거라고 언급하였다.

## 보안과 테러 대비

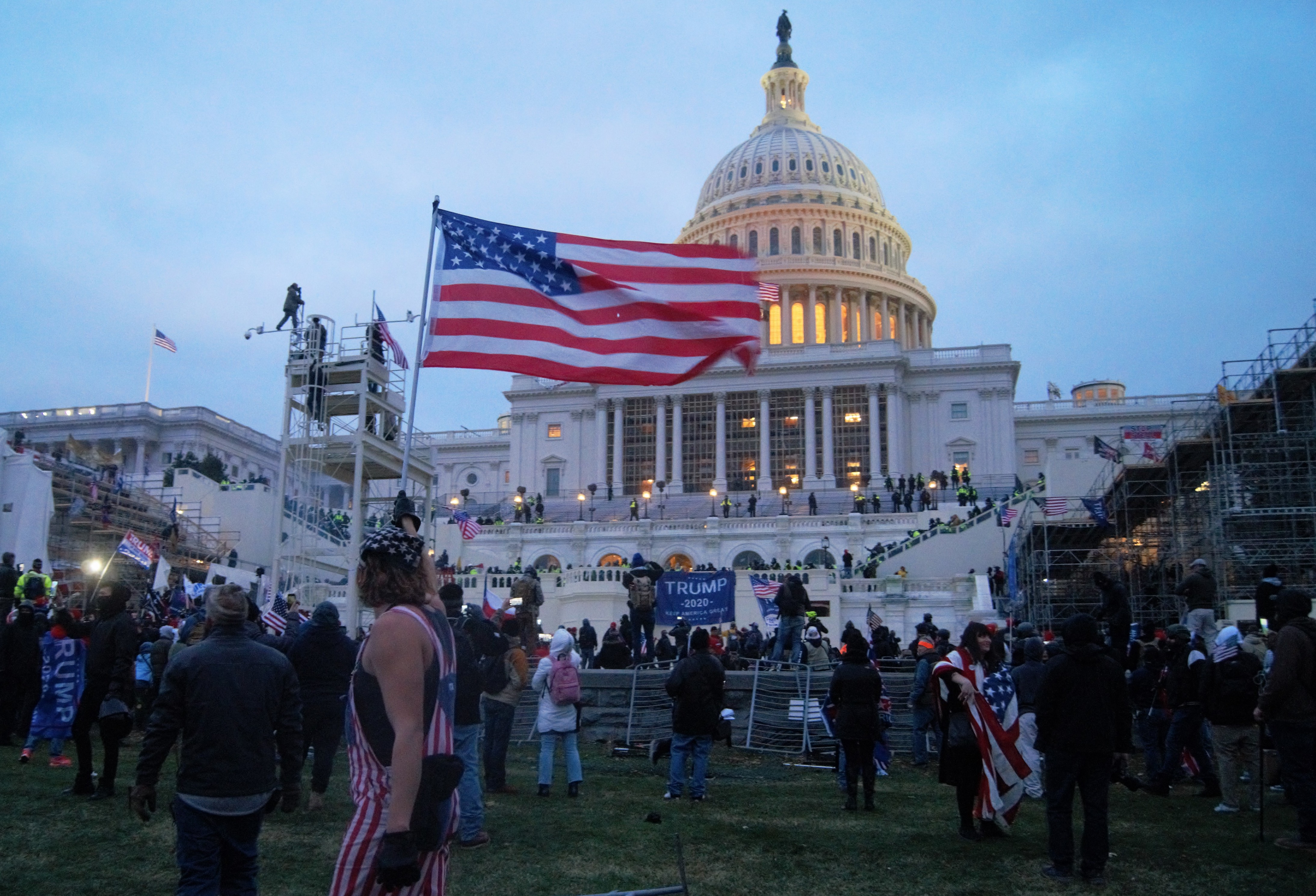
트럼프 지지 시위대가 취임식을 2주 앞두고 미국 국회의사당을 습격할 당시 점거했던 취임식장

2021년 1월 6일에 미국 국회의사당이 습격당하면서 2주 뒤인 1월 20일에 열린 조 바이든 대통령 취임식에 대한 보안 우려가 고조되었다. 하지만 바이든은 취임식을 미국의 역량, 끈질김과 결의를 보여주기 위해서는 바깥에서 진행할 필요가 있다며 실내에서 진행하지 않기로 하였다. 이에 따라 주최 측은 취임식 때 국회의사당의 안전을 확보하고 취임식 주간에 군중들이 워싱턴에 방문하는 것을 막기 위해 전례 없는 노력을 기울였다. 취임식을 앞두고 국회의사당 일대에서 불법 총기 소지, 경찰 불응과 무단 침입으로 몇 명이 체포되고 인근에 있는 노숙자 텐트 화재로 대피 소동이 일어났지만, 취임식은 별다른 사건 없이 진행되었다. 워싱턴 내 보안은 1월 말까지 강화되었다.

### 보안 작전
2001년 조지 W. 부시의 첫 번째 취임식 이후 대통령 취임식은 국가보안특별행사로 지정되었다. 하지만 바이든의 취임을 방해하고 국가 전체에 정치적 불안이 고조되면서 비밀 경호국은 미국 현대 역사상 최대 규모의 보안 작전을 실행하였다. 비밀 경호국은 예정보다 엿새 빨리 연방보안관, 국방부, 공원경찰, 워싱턴 경찰을 포함한 경찰 기관과 가스 회사, CSX 교통, 암트랙과 같은 사기업 및 공기업 등 5-60여개 기관이 포함된 다중기관지휘센터 (MACC)를 설립하였다. 취임식 보안 작전에는 다음과 같은 대책이 동원되었다.
- 워싱턴에 미국 남북전쟁 이후 최대 규모[36]인 2만 5천 명의 국가경비대원이 국회의사당 대응 작전의 일환으로 50개 주, 3개 자치령과 컬럼비아 특별구에서 파견되었다.[37]
- 올라갈 수 없는 높이 2.1m의 장벽과 콘크리트 분리대가 국회의사당 주위에 설치되었다.[38]
- 연방보안관을 통해 미국 전역의 경찰관 4천여 명이 워싱턴에 집합하였다.[35]
- 워싱턴 지역의 세 개 공항에 무작위 게이트 검사, 폭발물 탐지견과 공항 경찰[36][39]을 증원하고 워싱턴 상공 제한을 강화하면서 항공 보안이 강화되었다.[40][41] 주요 항공사들은 비행기 탑승 시 총기류를 위탁 수하물로 싣는 것을 금지하였다.[42]
- 화학, 생물학, 방사선 및 핵 방어 (CBRN 방어), 폭탄처리반, 군수·통신병, 의무병 등 특수 업무를 맡은 현직 군인 750명, 전투기와 전투함 등이 배치되었다.[40]
- 하원 감시위원회는 에이비스, 허츠, 매리엇, 하얏트 등 렌트카 및 호텔 업체 27곳에 국내 테러리스트가 취임식을 표적으로 삼는 것을 막기 위해 이용객들을 사전 검사할 것을 요청하였다.[43]

### 이동 제한 및 현장 폐쇄

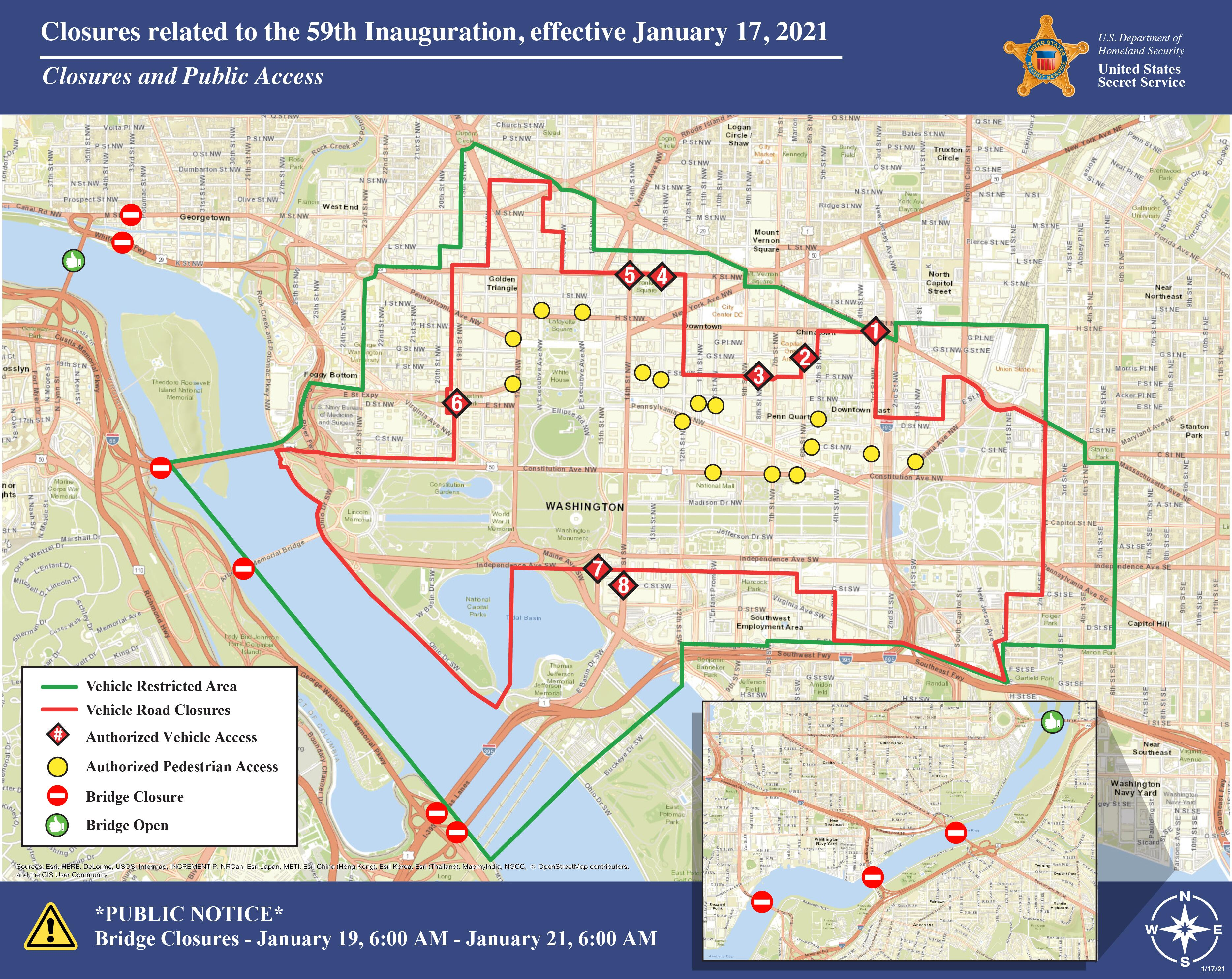
취임식 당일 보안상 폐쇄된 내셔널몰, 사우스웨스트, 캐피톨힐, 워싱턴 시내 일대 지도

- 워싱턴 시장 뮤리얼 바우저는 취임식 주간에 여행자들이 워싱턴을 방문하지 말 것을 당부했으며,[44] 인사관리국은 연방 기관에게 연방 공무원들이 취임식 주간에 재택근무를 허용할 것을 요청하였다.[39]
- 기존 취임식 때 군중들이 모여서 행사를 관람할 수 있었던 내셔널 몰과 워싱턴 기념탑은 이번 취임식 때 일반에 공개되지 않았다.[44] 워싱턴 시내의 캐피톨힐, 유니언역, 링컨 기념관, 백악관 일대는 취임식 다음 날인 1월 21일까지 도로가 다수 폐쇄되고 주차 또한 대부분 금지되었다.[45][46]
- WMATA는 1월 15일부터 21일까지 시민들의 안전을 보장하고 보안구역 내 이동을 제한하기 위해 워싱턴 메트로 13개역을 폐쇄하고 나머지 지하철 구간은 토요일 시간표에 따라 운행하였다. 메트로버스 또한 같은 이유로 시내 중심가를 지나는 노선은 우회 조치하였다.[47][48]
- 우정청은 정치적 불안을 대비해 우편물, 직원과 공공의 안전을 위해 워싱턴의 우체통을 임시로 제거하거나 잠그고 워싱턴과 미국의 다른 주요 도시의 우편물 수집을 중단하였다.[49]
- 에어비앤비는 워싱턴 내 모든 예약을 취소했으며, 주요 항공사들은 워싱턴으로 가는 승객들이 총기류를 수하물로 부치는 것을 금지했으며, 워싱턴 지역의 한 호텔 직원 노조는 호텔에 경호 업무를 맡는 필수인력만 손님으로 받아줄 것을 요구하였으며, 워싱턴 국회의사당 근처 실내 주차장은 폐쇄되거나 다른 곳으로 우회 조치하였다.[50][51][52]
- 메릴랜드와 버지니아주 교외에서 운행하는 MARC 트레인과 버지니아 레일웨이 익스프레스 통근열차는 취임식을 앞두고 운행이 중단되었다.[53][54]
- 암트랙은 워싱턴 D.C.에 여행 경보를 발령하고 보안을 강화했으며, 노스이스트 리저널 열차는 1월 19일과 20일에 버지니아주로 향하는 워싱턴 이남 구간의 운행이 중단되었다.[55]
- 버지니아주는 비밀 경호국과의 협의로 1월 15일에 워싱턴으로 이어지는 네 개 다리 (시어도어 루즈벨트 다리, 알링턴 메모리얼 다리, 주간고속도로 제395호선, 14번가)의 차량 및 보행자 통행이 1월 19일 오전 6시부터 1월 21일 오전 6시까지 48시간 동안 폐쇄된다고 발표하였다.[54][56] 버지니아주와 워싱턴의 조지타운을 잇는 프란시스 스콧 키 다리는 개방하였다.[57] 비밀 경호국은 11번가 다리와 사우스 캐피톨가/프레더릭 더글라스 다리를 포함한 애너코스티아강을 잇는 여러 다리를 폐쇄하였으나 1월 19일에 지역 주민들의 통행을 위해 재개방하였다.[57]

## 취임식 전 행사

### '하나된 미국' 환영 행사
취임식 전 토요일, '하나된 미국, 미국의 변화를 이끄는 자들을 축하하는 취임 환영 행사'가 음악 공연과 정치인들의 발언으로 바이든과 해리스의 당선을 축하하는 취임 행사의 막을 열었다. 생중계된 행사는 여성 및 논바이너리 합창단인 레지스턴스 리바이벌 합창단의 "Everybody Deserves to Be Free"로 시작하였고, 리드 보컬은 디바 마할이 맡았다. 합창단원들은 개개인의 공연 동영상을 사전에 녹화해 생중계 당시 하나로 모아 방영하였다.
이후 걸스카우트 대원들이 충성의 맹세 구절을 읊었다. 멕시코계 미국인 프로듀서 크리스텔라 알론소가 사전 행사를 소개하며 바이든의 취임이 미국 역사상 '다음 장의 시작'이 될 것이라고 언급하였다. 뎁 할랜드 뉴멕시코주 하원의원은 아메리카 원주민들의 기여와 역사적 수난에 대해 얘기하며, 케추안족 원주민 대표 클로데트 화이트를 소개하였다. 클로데트 화이트는 원주민 전통 음악 공연을 선보였다. 전통 공연 이후, 여성 정치 지도자 몇 명이 화상으로 해리스가 미국 역사상 처음으로 여성 부통령으로 당선되었다는 사실의 중요성을 거론하였다. 알론소는 이후 배우 닉 도다니를 소개했고, 도다니는 바이든 취임의 중요성을 강조하였다. 민권운동가 자넷 무르기아는 2020년 대선에서 유색인종 여성들이 정치적으로 승리를 거둔 점에 대해 얘기하였다. 이외에도 미국교사연맹 대표 랜디 웨인가튼, 전국교육협회 대표 레베카 S. 프링글을 포함하여 소방, 공무원, 철강, 자동차, 우편, 식품, 통신 분야 등 미국 내외의 노조 대표들이 바이든 대통령이 최저시급을 15달러로 올리는 데 지지하는 등 노동 개혁 정책을 지지한다며 이는 미국 노동자들의 승리라고 평하였다.
이후 배우 우피 골드버그가 나와 바이든과 해리스가 이끄는 미국을 '긍정적'으로 본다고 하였고, 배우 및 음악가 대런 크리스는 "(Your Love Keeps Lifting Me) Higher and Higher"를 불렀다. 애틀랜타 시장이자 바이든의 2020년 선거 유세에서 조기 지지 의사를 내비친 키샤 랜스 바텀스는 바이든이 "모든 미국인들의 의사가 반영될 수 있도록 노력할 것"이라고 연설하였다. 사이키델릭 소울 밴드인 블랙 푸마스는 "Colors"를 부르며 모든 미국인들에게 "새로운 긍정, 화합, 평화"를 바란다고 밝혔다. 행사 마지막으로는 그레이스 멍 뉴욕 하원의원이 해리스를 소개하며 여성, 특히 흑인 여성들에게 정치에 발돋움할 수 있는 기회를 준 사람들과 '뜻을 같이한다'고 밝혔다.

### 공식 선곡표
바이든 취임위원회는 46대 대통령으로 당선된 것을 기념하여 46개 곡으로 이루어진 공식 선곡표를 발표하였다. 선곡표는 DJ D-나이스와 음반업체 레이디오가 선정하고, 배우 이사 레이가 제작하였다. 공식 선곡표는 미국인들이 취임식 행사를 집에서 즐겨볼 수 있도록 한 취임위원회의 고안이기도 하다. 모든 스트리밍 플랫폼에서 틀 수 있는 선곡표는 바이든 부부와 해리스 부부가 선거유세 연단에 오를 때 나온 곡이기도 하다. 롤링 스톤에 따르면 바이든의 유세 연단 곡은 브루스 스프링스틴의 "We Take Care of Our Own", 질 바이든은 홀 & 오츠의 "You Make My Dreams", 해리스는 메리 J. 블라이즈의 "Work That", 엠호프는 뉴 래디컬스의 "You Get What You Give"다. 앨런 취임위 최고책임자는 음악 선곡이 "미국의 끈질긴 정신과 풍부한 다양성을 반영한다"며 바이든과 해리슨이 "국가를 통합하기 위한 중요한 작업"을 앞두고 미국 역사의 "새로운 장을 여는" 역할을 할 것이라고 밝혔다.

### '위 더 피플' 온라인 콘서트
취임식 전 일요일, 바이든 취임위원회는 배우 키건마이클 키와 데브라 메싱이 진행하는 '위 더 피플' (We the People) 온라인 모금 콘서트를 진행하였다. 콘서트에 참석하려면 바이든 취임위원회에 기부해야 입장권이 주어졌다. 콘서트는 바이든과 아내 질이 선거 유세에서 지지자들에게 감사를 전하는 걸로 시작하였고 코로나19로 목숨을 잃은 사람들을 추모하였다. 바이든은 대통령으로 취임하는 것에 대해 '자기 인생의 영예'라고 밝혔다.
싱어송라이터 벤 하퍼가 "With My Own Two Hands"로 콘서트 첫 무대를 장식하였다. 이후 가수 마이클 비빈스가 영상 메시지에 나와 바이든 취임위원회에 기부한 모든 사람들에게 감사한다고 밝혔다. 인디 밴드인 AJR는 "Bummerland"를 불렀다. 가수 바브라 스트라이샌드는 바이든과 해리스의 당선을 축하한다며 미국과 세계의 '건강을 되찾을 것'을 부탁하고, "Happy Days Are Here Again"을 불렀다. 메싱은 배우이자 오바마 행정부 직원이었던 칼 펜을 소개하였고, 펜은 바이든 취임의 중요성과 '더 밝은 미래'를 희망하였다. 해리스와 그의 남편 더그 엠호프도 온라인에 접속해 지지자들에게 인사를 전했고 앞으로 나라를 이끌어가는 데 마주할 현안을 제시하였다.
래퍼 윌 아이 앰은 소외계층 학생들을 상대로 과학기술 교육 확충을 위한 아이 앰 엔젤 재단의 기부금을 모으기 위해 발매한 싱글인 "American Dream"을 불렀다. 배우이자 운동가인 소피아 부시는 취임위원회에 기부한 기부자들에게 감사의 뜻을 전했고, 싱어송라이터 캐럴 킹은 그래미상 수상곡인 "You've Got a Friend"를 불렀다. 멕시코 배우 하이메 카밀은 이민에 대한 짤막하게 연설했고 제임스 테일러는 2013년 취임식 때 부른 "America the Beautiful"을 불렀다. 배우 코니 브리튼은 정치적 화합과 2016년 미국 여성 정상회의에서 당시 부통령이였던 바이든을 처음 만났던 기억을 회상하였다. 록 밴드 폴 아웃 보이는 사전에 녹화된 영상에서 "Centuries"를 불렀다. 셰어는 바이든과 해리스의 승리를 축하하며 이들이 나라를 이끄는 게 굉장히 기쁘고 낙관적으로 본다고 밝혔다. 셰어는 이후 마일리 사이러스의 "I Hope You Find It"을 불렀다. 행사 마지막에는 DJ 캐시디가 샘플 음악으로 마무리하였다.

### 전국 봉사의 날

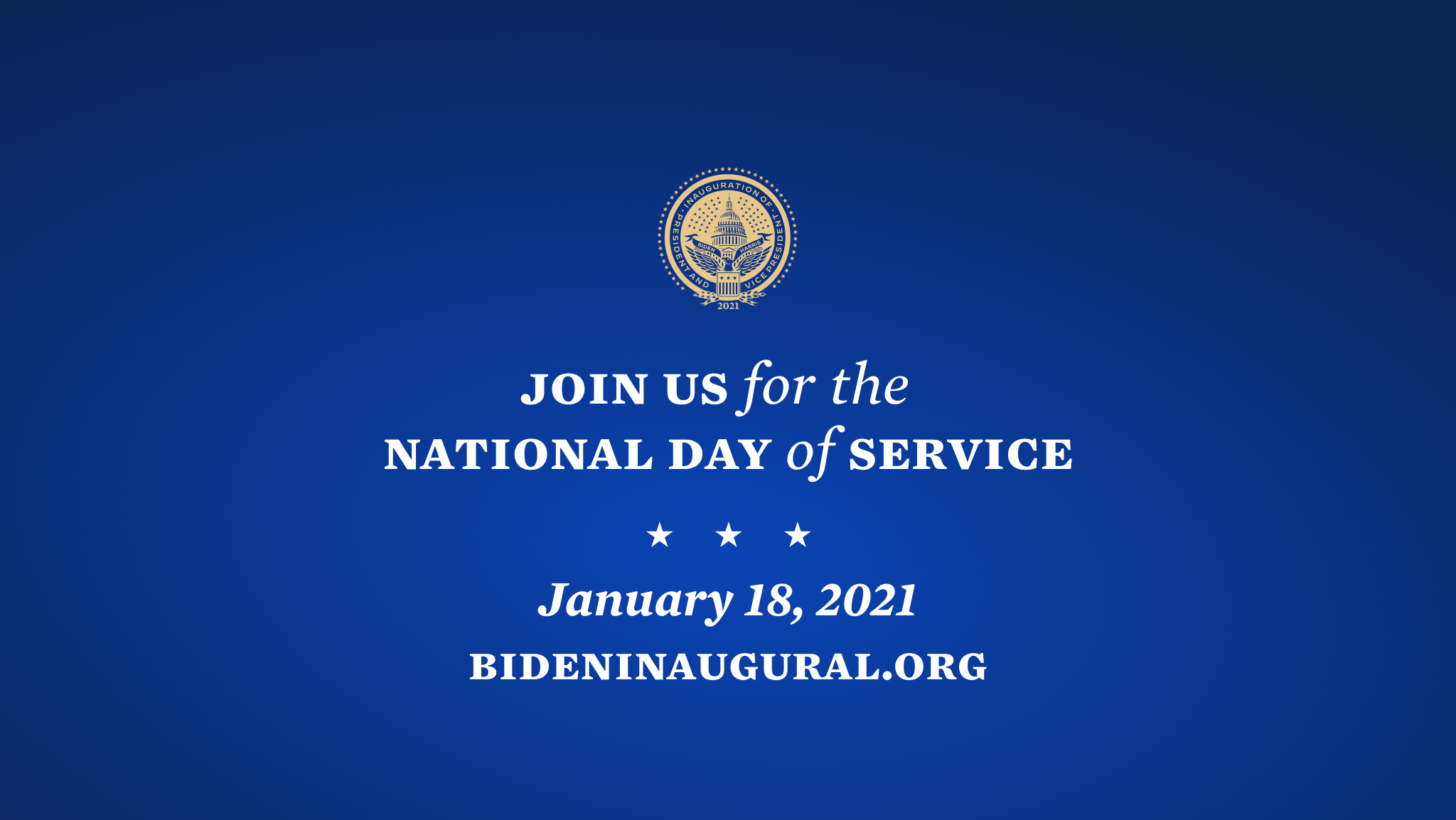
전국 봉사의 날을 앞두고 바이든 취임위원회가 소셜 미디어에 올린 홍보 문구

취임식 이틀 전인 2021년 1월 18일은 연방 공휴일인 마틴 루터 킹 주니어 탄생일이었다. 바이든과 취임위원회는 연방정부 자원봉사 기관인 아메리콥스를 통해 미국인들이 모든 주와 자치령에 걸쳐 사회적 거리 두기를 실천하는 2,500개가 넘는 봉사활동에 참여할 것을 권장하였다. 취임위원회는 코로나19 확진자들에게 편지를 쓰거나, 뜨개질을 해 노숙자에게 기부하거나, 음식이나 옷을 기부하거나, 동네를 청소하는 등 시민들의 경제, 건강과 사회 복지를 증진하는 자원봉사를 몇 개 추천하였다. 바이든과 그의 아내는 필라델피아의 한 비영리 푸드뱅크에서 캔 음식을 포장하는 작업에 동참하였다. 해리스와 그의 남편은 워싱턴에서 자원봉사에 동참했다.

#### '뭉치면 봉사한다' 온라인 행사
마틴 루터 킹 주니어 탄생일 저녁, 바이든 취임위원회는 킹 목사의 자원봉사에 대한 집념을 기리는 '뭉치면 봉사한다: 전국 마틴 루터 킹 봉사의 날 축하 행사'를 개최하였다. 사회자 숀 패트릭 토머스와 린 휫필드가 진행한 이 행사는 미국인들이 자원봉사의 날에 보여준 봉사 정신을 칭찬하면서 시작하였다. 해리스와 남편 엠호프가 무대에 나와 취임식과 지역 봉사의 중요성에 대해 연설하였다. 킹 목사의 아들인 마틴 루터 킹 3세와 며느리 안드레아, 손녀 요란다가 지역 봉사에 대해 논하고, 그의 막내딸인 버니스 킹은 강대에서 연설하면서 그의 아버지가 일군 비폭력 저항을 회상하였다. 싱어송라이터 앨로 블랙은 그의 곡인 "My Way"를 불렀고, 첼리스트 요요 마는 2009년 버락 오바마 첫 번째 대통령 취임식 당시 연주했던 "Air and Simple Gifts"를 선보였다. 안드라 데이는 그의 곡인 "Rise Up"을 불렀고, 베베 위넌스는 킹 목사의 I Have a Dream 연설을 노래로 불렀다. 알레한드로 페르난데스와 밴드 마나는 "Decepciones"를 불렀고, 체스카와 다이앤 워런은 바이든 선거유세에서 자주 나오는 곡인 "El Cambio"를 선보였다. 그 외에도 앨 샤프턴, NAACP 대표 데릭 존슨, 미국도시연맹 대표 마크 모리얼, 상원의원 코리 부커와 태미 더크워스, 캔자스주 하원의원 셔리스 데이비즈, 배우 로사리오 도슨 등 여러 지식인과 인권 운동가들이 무대에 올라 킹 목사의 업적에 대해 연설하였다.

### 국기 전시

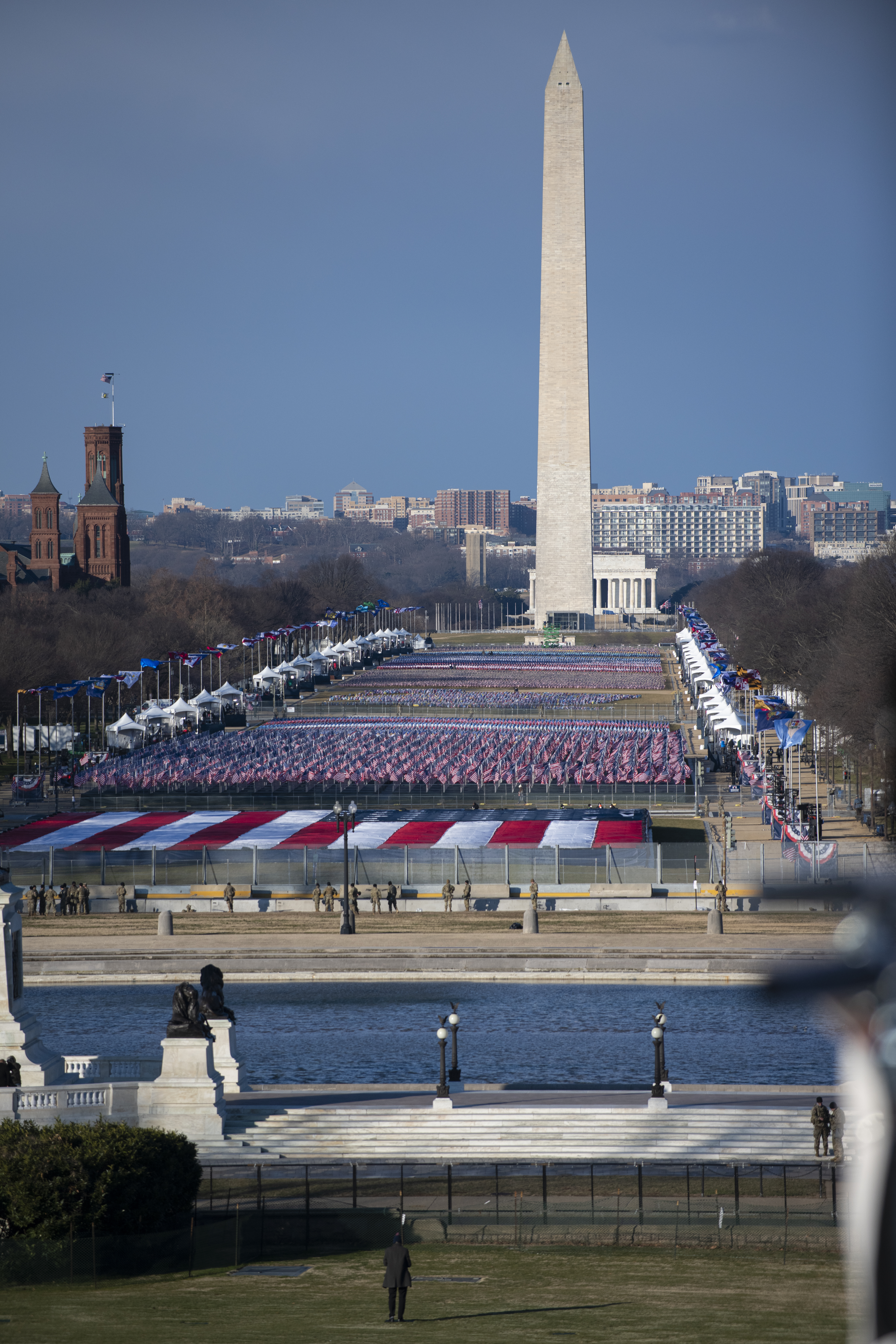
군중들이 취임식에 참석할 수 없는 관계로 내셔널 몰은 대신 국기로 채워졌다.

코로나19에 따른 참가 인원 수 제한으로 군중들이 취임식에 참석할 수 없는 관계로 그 자리를 내셔널 몰에서 13번가까지 미국 국기 19만 1500개와 미국 50개주 및 컬럼비아 특별구, 5개 자치령을 상징하는 빛의 기둥 56개가 설치되었다. 국기는 1월 18일 저녁까지 전시하였다.

### 링컨 기념비 점등식

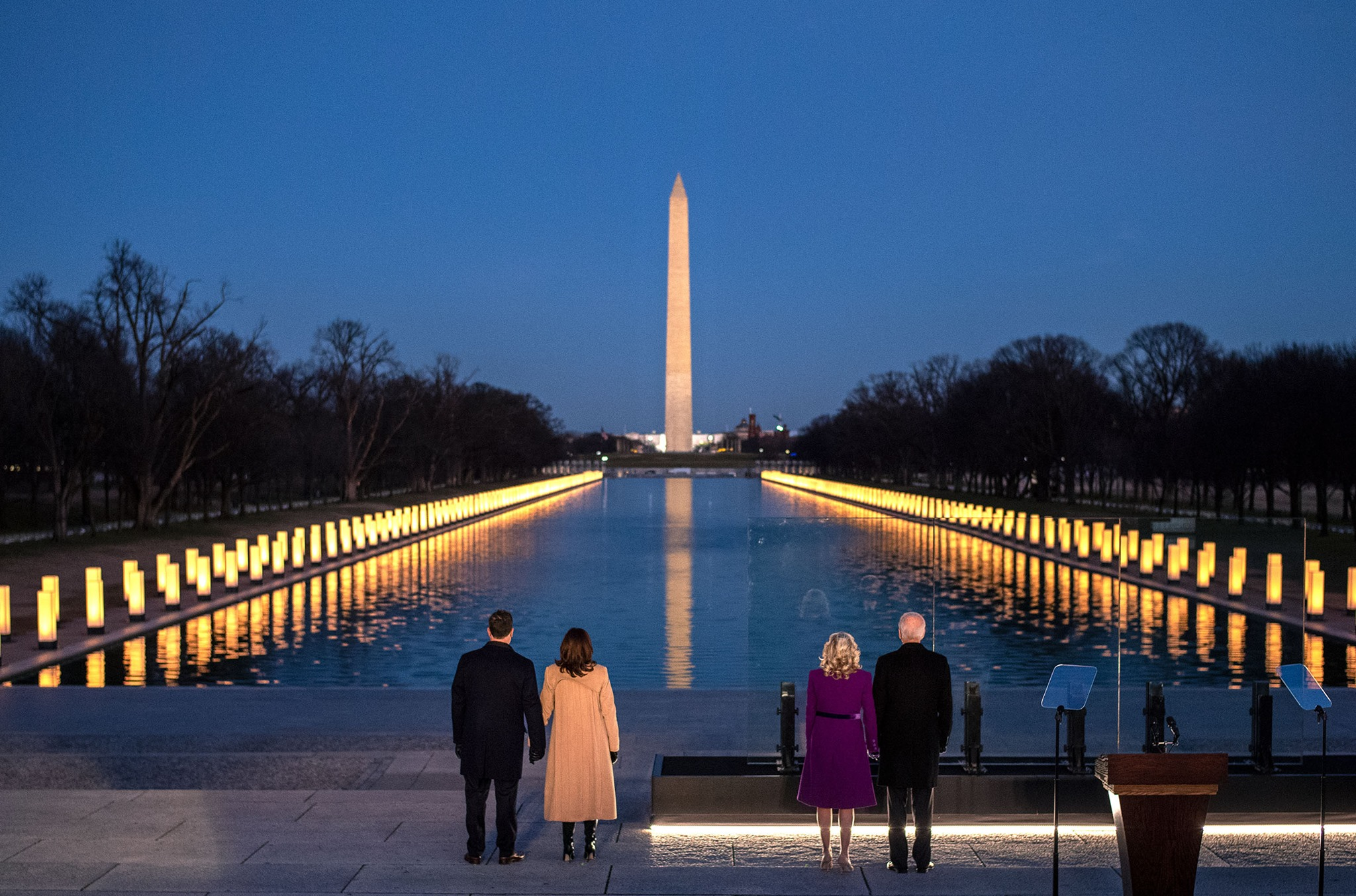
링컨 기념비 점등식에 참석한 바이든 부부와 해리스 부부

1월 19일 화요일, 바이든 당선인은 장남인 보 바이든의 이름을 따라 지어진 뉴캐슬의 조셉 R. "보" 바이든 3세 국가경비대 및 방위센터에서 환송식을 치르고 고향인 델라웨어주를 떠났다. 환송식은 존 카니 델라웨어 주지사 및 바이든 부부의 발언과 윌밍턴 교당의 랍비 마이클 S. 빌스의 성찬으로 이루어졌다. 이후 바이든 부부와 해리스 부부는 링컨 기념비 반사연못에서 열리는 전국구 점등식에 참석하였다. 취임위원회 관계자들은 코로나19로 숨을 거둔 사람들을 위한 '화합과 추모'의 일환으로 동부 시각 오후 5시 30분에 미국 전역에 걸쳐 건물을 점등하고 교회 종소리를 울릴 것을 요청하였다. 미국인들이 코로나 사태를 잠시 되돌아보고 앞으로 나라를 재건할 수 있는 힘을 찾도록 링컨 기념비도 동시에 점등하였다. 워싱턴 대주교인 윌턴 그레고리 추기경이 기도문을 읽고, 복음 성가 가수인 욜란다 애덤스가 레너드 코언의 "Hallelujah"를 불렀다. 미시간주 간호사 로리 마리 키는 "어메이징 그레이스"를 불렀다. 바이든과 해리스는 연설에서 범국가적 애도의 중요성을 강조했으며 이는 미국인들이 치유하는 길이라고 밝혔다. 엠파이어 스테이트 빌딩, 스페이스 니들 등 주요 미국 도시의 국가 명소에서도 점등식에 동참하였다. 워싱턴 국립 대성당은 코로나19 사태로 숨진 40만 명이 넘는 미국인들을 기리기 위해 종을 400회 타종하였다.

### 기타 온라인 행사
취임위원회는 미국의 다문화를 수놓는 다양한 인종과 민족들의 업적을 기념하는 생중계 이벤트를 세 차례 진행하였다.

#### 아시아계 및 태평양도서국 미국인
바이든 취임위원회와 아시아계 및 태평양도서국 미국인 (AAPI) 단체인 IMPACT와 RUN AAPI가 개최하는 아시아계 및 태평양도서국 미국인들을 축하하는 'AAPI 취임식 무도회: 유리장벽을 허물다' (AAPI Inaugural Ball: Breaking Barriers) 행사가 1월 19일에 생중계로 개최되었다. 이 행사에는 니라 탠던 미국진보센터 소장, 아미 베러, 프러밀러 자이어팔, 앤디 김, 라자 크리슈너무어르시 의원, 전직 피겨 스케이팅 선수 미셸 콴, 배우 칼 펜, 존 조, 쿠마일 난지아니, 클로이 베넷 등의 연설과 공연으로 이루어졌고, "Everybody Wants to Love You!"를 불렀던 재퍼니즈 브렉퍼스트는 물론 아리 아프사, 라자 쿠마리 등이 무대에 올랐다.

#### 아프리카계 미국인
배우 및 모델 테런스 J가 사회를 본 '우리는 하나' (We Are One) 행사에서 '감명 깊은 이야기와 흥미진진한 공연'을 통해 아프리카계 미국인들도 축하하였다. 스테이시 에이브럼즈 전 조지아주 하원의원, 짐 클라이번, 세드릭 리치먼드, 조이스 베이티 연방 하원의원, 코리 부커 상원의원과 라파엘 워녹 상원의원 당선인과 배우 레슬리 존스, 킴 필즈가 무대에 올랐다. 또한 토비 너위그웨, DJ D-나이스, 프랭키 베벌리, 오제이스, 랩소디, 스텝 아프리카! 등이 무대에 올랐다. 이 행사에는 또한 미국 전역의 흑인 대학 행진 악대가 한데 모여 경연대회가 열렸다. 알파 카파 알파 여성회 대표 글렌다 글로버와 하워드 대학교 총장 웨인 A. I. 프레더릭도 이 행사에서 연설하였다.

#### 히스패닉 및 라틴계 미국인
히스패닉 및 라틴계 미국인를 축하하는 '라티노 취임 행사 2021: 전통 계승, 회복 및 약속' (Latino Inaugural 2021: Inheritance, Resilience, and Promise) 행사는 에바 롱고리아가 사회를 맡았고 히스패닉 연맹과 같은 다양한 히스패닉 단체와 협력하여 개최하였다. 존 레귀자모, 리타 모레노, 에드워드 제임스 올모스, 아이비 퀸, 베키 G 등의 연예인은 물론 벤 레이 루한, 밥 메넨데스, 캐서린 코테즈 매스토, 알렉스 파디아 등 다양한 인권 운동가와 정치 인사들이 무대에 올랐다. 음악으로는 질베르토 산타 로사, 다비드 가르자와 같이 "Fronteras"를 부른 가비 모레노, 푸에르토리코를 위한 헌정곡인 "En Mi Viejo San Juan"을 부른 린마누엘 미란다와 루이스 미란다, 미국 민요인 "This Land Is Your Land"를 부른 마리아치 누에보 산탄데르, 텍사스주 로마에서 '아름다운 아메리카: 라티노들의 흔적에 대한 찬양가' (America the Beautiful: A Salute to the Latino Imprint)를 공연한 올스타 테하노 유나이티드 등을 선보였다. 웨일러스 밴드는 밥 말리의 친척들을 선보이는 에밀리오 에스테판 감독의"One World, One Prayer"를 선보였다.

### 기차 시승
바이든이 상원의원이었을 때 델라웨어주 윌밍턴에서 워싱턴 간 암트랙 여객열차를 타고 출퇴근하여 '암트랙 조'라는 별명이 붙었던 관계로 이번 취임식에도 윌밍턴에서 워싱턴까지 암트랙 열차를 타고 갈 계획이었으나, 보안상의 이유로 이 계획이 취소되었다. 2017년 1월 20일, 바이든이 부통령으로서 임기를 마쳤을 때 그는 윌밍턴에 그의 이름을 따서 지어진 기차역을 향해 암트랙 아셀라 열차에 올랐다.

### 취임일 아침
바이든 부부는 취임을 앞둔 대통령 당선자의 관례에 따라 취임식 전날인 19일에 백악관 영빈관인 블레어 하우스에서 하루를 보냈다. 기존에는 대통령 당선자가 취임일 아침 교회 예배가 끝나고 백악관에서 임기가 끝나는 대통령을 회동하는 게 관례였지만 트럼프가 1869년 앤드루 존슨 이후 처음으로 취임식에 참석하지 않는 대통령이 되었고 2020년 대선 토론 이후 바이든과 연락을 주고받은 적이 없어서 이 관례는 지켜지지 않았다. 부통령으로 두 차례 취임할 때 바이든은 케빈 F. 오브라이언 산타클라라 대학교 총장이 주관한 가톨릭 미사에 참석하였다. 2013년, 이 미사는 부통령 관저에서 진행하였다. 바이든 부부와 해리스 부부는 워싱턴 성 마태오 사도 대성당에서 열린 오브라이언이 주관한 감사미사에 참석하였다. 바이든은 또한 미치 매코널 공화당 상원 원내대표, 척 슈머 민주당 상원 원내대표, 낸시 펠로시 민주당 하원 원내대표, 케빈 매카시 공화당 하원 원내대표 등 의회 원내대표 네 명에게도 미사에 초대했으며 모두 승낙하였다.

#### 트럼프 환송식
트럼프는 앤드루스 합동기지에서 에어 포스 원을 타고 그가 소유하는 플로리다주 팜비치 마러라고 리조트로 향했다. 트럼프와 영부인 멜라니아 트럼프는 마린 원 헬리콥터를 타고 활주로에 착륙했고, 지지자 수백 명과 레드 카펫, 21발의 예포, 군악대가 연주하는 대통령 의전곡 "Hail to the Chief"가 대통령 내외를 맞이하였다. 그는 대통령 연단에서 관중들에게 "어떤 형태로든 돌아올 것"이라고 시사하였다. 트럼프가 헬리콥터에 오르기 전에 유세현장에서 자주 트는 곡인 "Macho Man"과 "Y.M.C.A."는 물론 "Fortunate Son", "Funeral for a Friend", "Billie Jean" 등이 나왔다. 에어 포스 원이 이륙하면서 트럼프 부부가 취임식 무도회 때 춤을 추었던 곡인 프랭크 시나트라의 My Way가 흘러나왔다. 트럼프 백악관은 전현직 행정부 인사들을 환송식에 초대하였다. 던 매갠, 존 F. 켈리, 앤서니 스캐러무치와 같이 트럼프에 대해 부정적이였던 인사들은 초대를 거절하였다. 그는 환송식 전날 고별 메시지를 준비해 "새로운 행정부의 취임"에 대해 "미국의 안전과 번영을 지키는 데 성공을 기원한다"고 밝혔다. 기존 관례대로 트럼프는 결단의 책상 서랍에 편지를 남기고 떠났다. 편지 내용에 대해 묻자, 바이든은 "매우 관대했다"고 했지만 자세한 내용을 언급하지는 않았다. 펜스 부통령은 환송식에 불참하였다. 바이든 취임식에 참석한 뒤, 펜스는 고향인 인디애나주로 돌아갔고, 현지에서 형인 그레그 펜스 하원의원을 포함한 지지자들이 그를 환영하였다.

#### "우리의 백악관" 온라인 이벤트
취임식 시작 두 시간 전, 미국의 어린이들을 위해 배우 키키 파머가 사회를 보는 '우리의 백악관, 미국의 어린이들을 위한 취임 축하행사'가 생중계로 진행되었다. 질 바이든은 사전 녹화한 영상을 통해 시청자들에게 연설하였고, 사학자 도리스 컨스 굿윈과 에리카 암스트롱 던바는 취임식의 중요성을 강조하였다. 이 행사에는 니켈로디언의 백악관 애완동물에 대한 특별 방송과 PBS 뉴스아워 학생 인터뷰는 물론 다른 교육 콘텐츠를 선보였다.

## 취임식 행사

### 소셜 미디어 계정
권력 이양은 @POTUS와 @VP 등 트위터 공식 계정도 포함되었다. 바이든 행정부 인사들은 공식 트위터 계정을 인수하였는데, 여기에는 백악관 계정인 @WhiteHouse, 영부인 질 바이든 계정인 @FLOTUS, 세컨드 젠틀맨 더그 엠호프 계정인 @SecondGentleman, 백악관 대변인 젠 사키 계정인 @PressSec 등이 포함되었다. 새로운 행정부 홈페이지가 만들어졌고 기존 행정부 홈페이지는 미국 국가기록원에 보존되었다.

### 코로나19 방역 지침
대부분의 취임식 행사는 2020년 민주당 전당대회에서 영감을 받아 온라인으로 이루어졌다. 취임식은 1981년 로널드 레이건 취임식 이후 매번 쓰이고 있는 미국 국회의사당 서관 정면에서 개최하였다. 기존에는 의원들이 지역 주민들에게 배포할 취임식 입장권 20만 장을 받았지만, 이번에는 의원들이 취임식에 한 명만 동반할 수 있는지라 대부분 배우자가 동반으로 참석하였다. 보안 구역 내 출입 인원은 3천 명 내외로 예정했으나, 규모가 축소되어 참석자가 천 명 남짓에 불과하였고 참가자들은 무대 위와 앞에 걸쳐 각기 떨어져 앉았다.
취임식 참석 인원을 제한하는 방침은 취임위원회가 보건 전문의들의 자문을 받아 이루어졌다. 사학자 짐 밴댓에 따르면 바이든 취임식에 적용된 코로나19 방역 및 보안 대책으로 1945년 루즈벨트의 쇠퇴해진 건강 상태와 세계대전에 따라 천 명의 관중만 참가한 프랭클린 D. 루즈벨트의 네 번째 취임식 이후로 가장 규모가 작은 취임식이라고 한다.
퇴임을 앞둔 부통령 마이크 펜스는 취임식에 참석했지만, 도널드 트럼프는 모습을 내비치지 않아 취임식에 참석하지 않은 대통령으로는 1869년에 앤드루 존슨이 율리시스 S. 그랜트의 첫 취임식에 참석하지 않은 이후 처음이다. 전직 대통령 빌 클린턴, 조지 W. 부시, 버락 오바마와 영부인 힐러리 클린턴, 로라 부시, 미셸 오바마가 참석했으나 지미 카터 전 대통령과 로살린 카터 전 영부인은 건강상의 이유로 불참하였다. 월터 먼데일, 알 고어, 딕 체니 전 부통령은 불참하였지만 댄 퀘일은 참석하였다. 20년 넘게 처음으로 미국의 모든 대법관이 참석하진 않았다. 클래런스 토머스, 스티븐 브레이어, 새뮤얼 알리토 법관은 고령으로 코로나19 감염에 대한 우려로 불참하였고 나머지 6명은 참석하였다. 그 외 참석자는 바이든과 해리스 일가족, 바이든 행정부 인사는 물론 주미 대사들도 참석하였다. 단교 42년 만에 처음으로 주미국 타이베이 대표가 대통령 취임식에 초대받았고 샤오메이친 대표가 이에 참석하였다.

### 취임식
미 육군 헤럴드 군악대가 의전곡을 처음 연주해 취임식의 막을 올렸다. 미국 해병대 군악대는 존 필립 수자, 에드윈 유진 배글리 등이 작곡한 애국심이 넘치는 메들리를 연주하고, "Hail, America"를 연주해 바이든 대통령 당선자를, "Hail, Columbia"를 연주해 해리스 부통령 당선자의 취임식 연단 입성을 알리고 바이든 대통령이 취임한 뒤에는 의전곡인 "Hail to the Chief"를 연주하였다. 군악대는 토머스 제퍼슨이 1801년 취임한 이후 취임식에 매번 등장하였다. 코트니 윌리엄스 미국 해군 군악대장 및 공연 사회자는 이번에 네 번째로 취임식 사회를 보게 되었다.

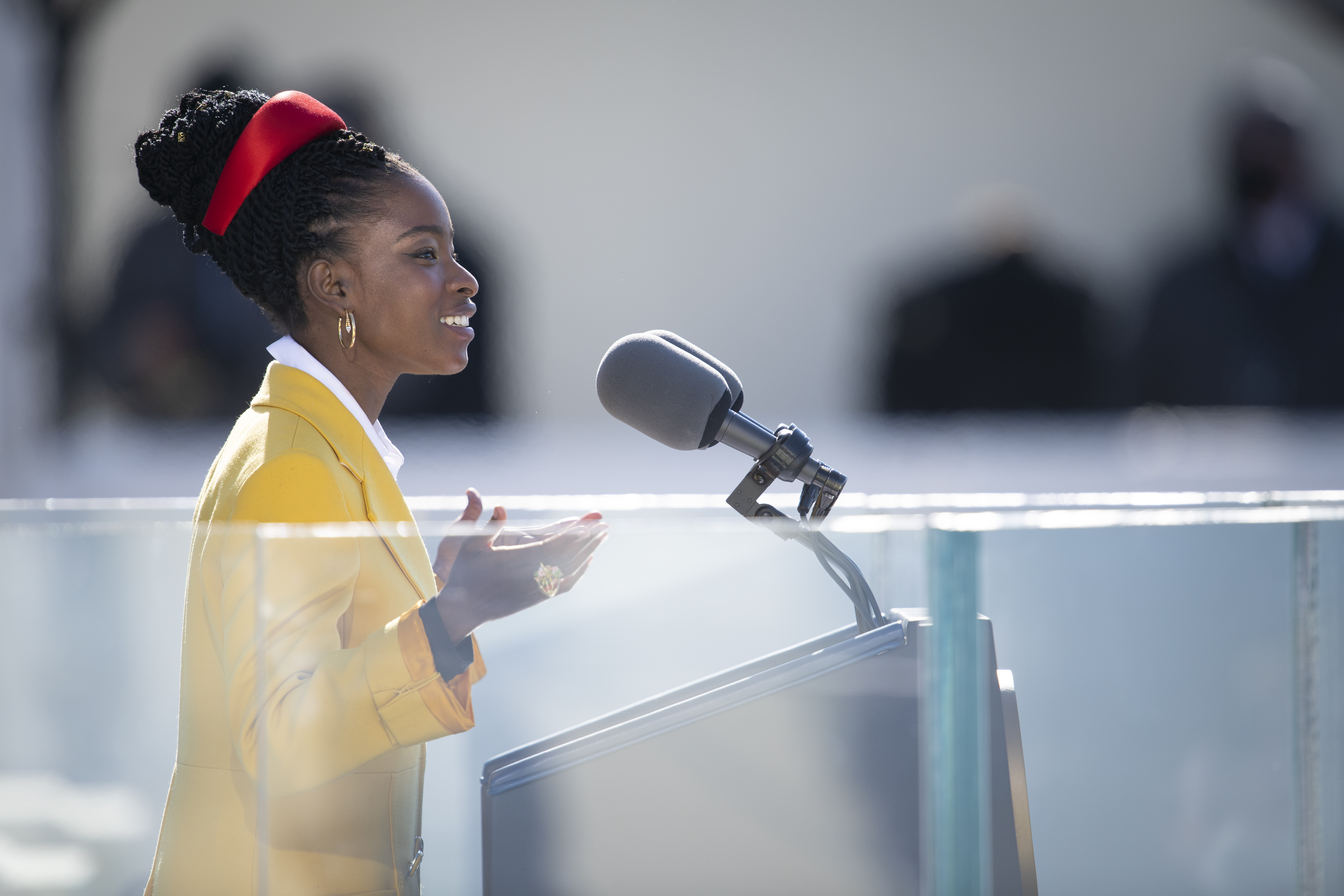
시인 아만다 고먼이 "우리가 오르는 언덕"을 낭송하고 있다.

에이미 클로버샤 상원의원이 짤막한 연설로 취임식을 시작했는데, 2주 전에 일어난 국회의사당 습격은 "우리 모두가 미국인으로서 해야 할 의무를 깨닫게 했다"며 취임식은 "민주주의가 땅을 딛고 일어나 먼지를 털고, 미국이 늘상 그랬던 것처럼 국가로서 전진하는 날"이라고 연설하였다. 양원합동 취임위원회에서 위원장을 맡은 로이 블런트 상원의원은 연합규약이나 마그나 카르타와 달리 미국 헌법 서문은 국민이 주인이 되는 법과 권위에 뿌리를 두고 있다면서, 블런트 의원은 '더 완벽한 합중국'을 만들기 위한 노력은 앞으로 계속 진행되는 일련의 과정이고 "우리는 우리가 그랬던 것보다 더 많고 우리가 바랐던 것보다 더 적다"고 평했다.
가톨릭 신부이자 조지타운 대학교 전 학장이였던 레오 J. 오도노반은 "바이든과 해리스가 누구에게도 악의를 품지 않고 모든 이를 사랑하는 마음으로 공공의 이익을 보살필 것을 은혜롭고 자비로운 하느님에게 기도한다"며, 존 캐롤 볼티모어 대주교, 교황 프란치스코와 야고보의 편지를 인용했다. 이후 레이디 가가는 미국의 국가를 불렀고 조지아주 소방대 노조 대표 안드레아 홀이 영어 뿐만 아니라 미국 수화로 충성의 맹세를 진행하였다. 제니퍼 로페즈는 "This Land Is Your Land"와 "America the Beautiful"을 불렀다. 브리지 도중에 로페즈는 충성의 맹세 마지막 절을 스페인어로 번역해 불렀다.
취임 연설 이후 가스 브룩스는 "어메이징 그레이스" ("우리가 그곳에 일만 년 동안 있었을 때"라는 구절을 포함)를 부르며 대중에게 마지막 구절을 같이 부르는 데 동참해줄 것을 요청하였다. 청년 계관 시인 아만다 고먼은 "우리가 오르는 언덕" (The Hill We Climb)이라는 축시를 낭송하였다. 고먼은 22세로 최연소 축시 낭독자이다. 델라웨어주 윌밍턴의 베델 아프리카 감리교 감독교회 목사이자 바이든의 친구인 실베스터 비먼은 이사야 11장의 '이새의 줄기에서 한 싹'과 아직 화해하지 않은 '이리'와 '어린 양'을 미국 국민인 '위 더 피플'에 비유하여 축복기도를 드렸다. 비먼은 이사야 11장 9절의 "내 거룩한 산 모든 곳에서 해 됨도 없고 상함도 없을 것이니"를 인용하여 "우리는 더 이상 증오를 배우지 않을 것"이라고 설교하였다.
바이든은 1893년부터 집안에서 전해 내려오는 성경을 아내가 든 채 손에 얹고 선서하였다. 이 성경은 그가 상원의원과 부통령으로 취임할 때 쓰기도 하였다. 두에-랭스 성경 19세기 말 번역본인 이 성경은 조지 레오 헤이독의 주해가 수록되어있다. 성경은 두께가 12.7cm로 큰 편이고 정면에 켈트 십자가 새겨졌다. 바이든 취임식은 가톨릭 신자인 대통령 당선자가 가톨릭 신자인 대법원장 앞에서 선서한 첫 취임식이었다. 해리스는 남편이 든 두 성경에 선서했는데, 하나는 해리스에게 있어서 중요한 사람인 리자이나 셸턴과 여형제 마야 해리스의 성경이고, 다른 하나는 서굿 마셜 전 대법관의 성경이다.

#### 취임 선서

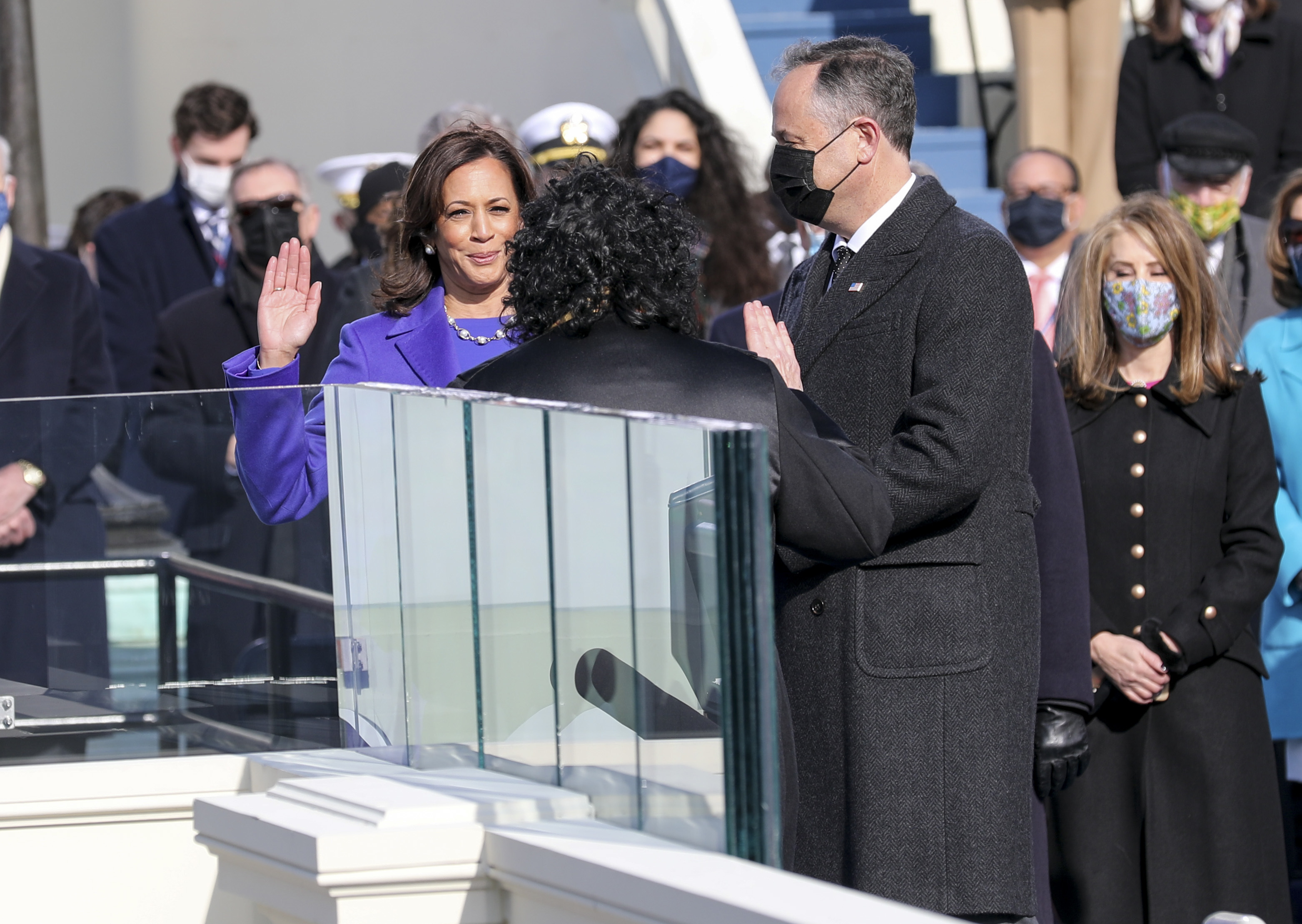
해리스가 소토마요르 대법관 앞에서 부통령 취임 선서를 하는 모습

현지 시각으로 오전 11시 40분, 해리스는 소니아 소토마요르 대법관 앞에서 취임 선서를 했다. 소토마요르는 2013년 바이든 부통령 취임 이후로 취임식 선서를 두 번 맡은 첫 여성이 되었다. 해리스는 다음 구절을 복창하였다.
“나 카멀라 해리스는 미국의 헌법을 지지하고 국내외 모든 적으로부터 지키며, 진실한 신념과 충성으로 대하며, 어떤 회피 의사 이 의무를 자유롭게 수락하며, 지금 맡으려 하는 직책의 의무를 성실하게 수행할 것을 엄숙히 선서합니다. 신이여, 나를 도우소서.

오전 11시 47분에 바이든 대통령 당선자는 트럼프 임기 종료 13분을 앞두고 존 로버츠 대법원장 앞에서 선서하였다. 바이든은 헌법에 따라 다음과 같은 선서문을 복창하였다.
“나 조셉 로비넷 바이든은 미국 대통령 직무를 충실히 집행할 것이며, 최선을 다해 미국 헌법을 지킬 것을 엄숙히 선서합니다.”

선서를 마치고 미 육군 군악대는 의전곡인 "Four Ruffles and Flourishes"를 연주했지만 예포 21발을 쏘지 않아 바이든이 취임 연설을 하기 전에 행사가 잠시 지연되었다. 바이든 대통령을 위한 예포 21발은 이후 알링턴 국립묘지에서 헌화할 때 쏘았다.
대통령이 지휘소 밖에 있을 때 핵공격을 승인할 수 있는 '핵가방'으로 알려진 뉴클리어 풋볼은 취임식 도중에 새 정권의 군사 보좌관에게 인수하였다. 트럼프가 취임식에 불참하면서 핵가방을 가져갔지만 바이든 대통령과 해리스 부통령이 취임하면서 기능을 상실하였다.

#### 취임사
취임 연설은 2,514단어로 현지 시각으로 오전 11시 52분에 연설을 시작해 오후 12시 13분에 연설이 끝나 총 21분이 걸렸다. 바이든 대통령의 취임사는 코로나19 대유행, 경제 위기, 기후 변화, 정치 양극화와 인종간의 불의로 갈라진 미국을 다시 하나로 뭉치고자 하는 비전을 제시하고자 하였다. 바이든은 비네이 레디 연설문 집필자, 마이크 도닐론 선임 고문, 앤터니 블링컨 국무장관, 론 클레인 백악관 비서실장의 도움으로 연설문을 작성하였다. "뉴욕 타임스"는 바이든이 미국 정치, 인구, 이념의 '치열한 전쟁'을 다양성을 적극 포용하면서 끝내야 한다는 그의 연설문에 대해 '미국 대학살'이라고 트럼프가 연설하였던 트럼프 취임 연설문을 '정면으로 반박'한다고 평하였다. 연설문에서 바이든은 선거유세에서 약속했던 대로 "자신을 지지하지 않았던 사람들도 지지했던 사람들 만큼 그들을 위해 열심히 싸우겠다"고 강조하였다. 미국인들이 겪는 고충에 바이든은 위로하였지만 서로간의 불신과 분쟁으로 삶이 나아지지는 않을 거라고 당부하였다. 바이든은 미국 남북 전쟁, 대공황, 세계 대전, 9.11 테러 등의 예를 들어 미국사에 있어서 시민들의 선한 마음으로 나라가 전진한 일이 많이 있었으며, 오늘날 '폭포처럼 떨어지는' 위기에는 또다시 통합이 필요하다며 이 통합은 기회, 자유, 존엄, 존중, 명예와 신뢰 등과 같은 미국을 정의하는 공통점이라고 주장하였다. 바이든은 허위 정보와 이를 무기로 삼아 득을 보려는 정치인들을 비판해 집권 중에 허위 또는 오해의 소지가 있는 주장을 자주 펼쳤던 트럼프를 간접 비판하였다. 그는 백인 우월주의와 토착주의를 미국의 어두운 자화상이라며 이는 모든 미국인이 동등하다고 했던 독립선언의 정신에 어긋나고 앞으로 이를 타파하기 위해 노력할 것이라고 밝혔다. 바이든은 또한 미국이 "세계와 다시 협력할 것"이며 "동맹을 복원하고", "평화와 발전, 안보를 위해 강력하고 신뢰받는 파트너가 될 것"이라고 덧붙였다. 바이든은 행정명령을 통해 트럼프가 탈퇴했던 파리 협정에 다시 복귀하고 기후 변화에 대한 국제 정책 수립에 동참할 것이라고 밝혔다.

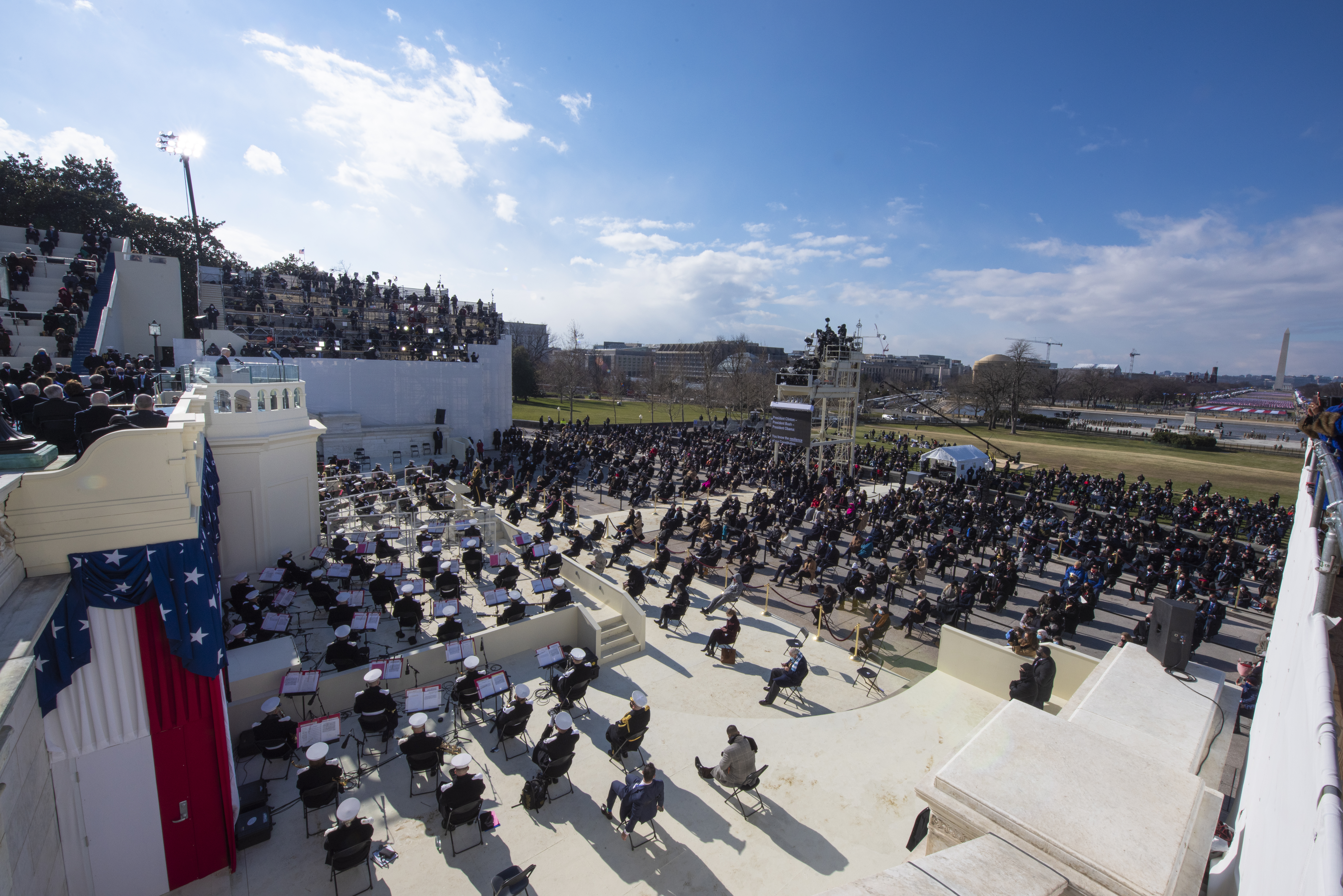
바이든이 거리를 두고 앉은 참석자들에게 취임사를 전달하는 모습

바이든은 또한 흑인 민권과 여성의 선거권 운동을 통해 아프리카계 미국인과 여성들이 참정권을 획득한 점을 들어 해리스가 부통령 자리에 오른 역사적 상징성을 강조하였다. 그는 국회의사당이 습격당한 지 2주가 지난 뒤 평화적으로 정권 이양이 이루어진 이 취임식은 민주주의의 '승리'라고 높이 평가하였다. 취임사가 끝나갈 무렵, 바이든은 연설을 잠시 멈추고 코로나19 대유행으로 숨진 모든 이들을 위한 묵념의 시간을 가졌다. 바이든은 진 쉬어가 작곡한 "American Anthem"의 구절을 인용해 미국인들에게 '역사적 사명'에 입각해 '민주주의, 희망, 진실, 정의'를 보호하고 '자유를 수호하고', 미국을 '세계의 모범'이 되도록 하고 미래 후손들이 오늘날 미국인들의 행동을 판단할 것이라고 밝혔다. 바이든은 연설을 마치면서 미국인들에게 '항상 사실을 말하고' 국민의 이익에 따라 다스리겠다고 약속했다.

### 식후 행사: '하나된 미국'

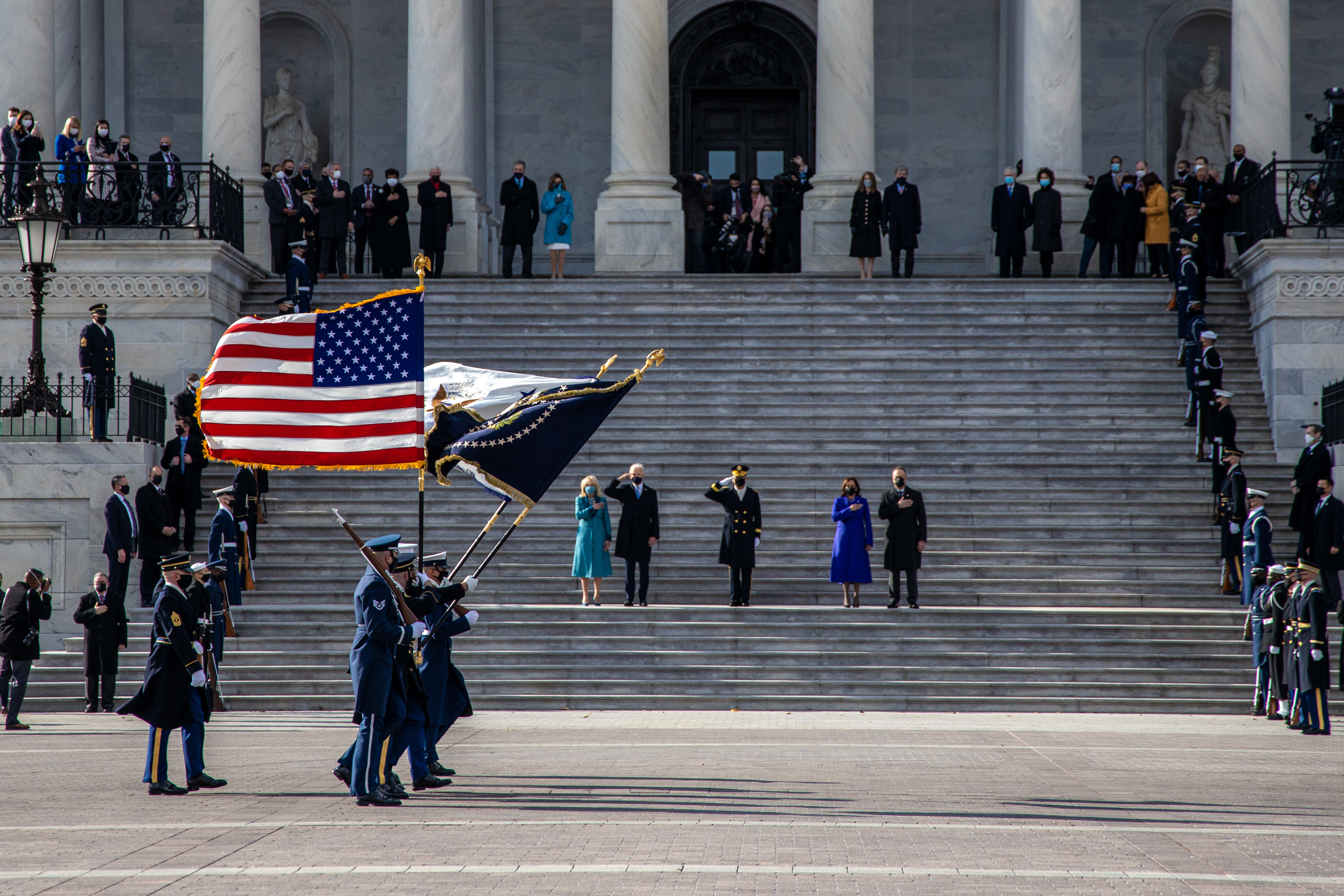
바이든 부부와 해리스 부부가 참석한 미군 열병식

취임식 직후, 바이든 부부와 해리스 부부는 국회의사당 동부 정면에서 열린 미군 열병식에 참석하였다. 원래 열병식 전에는 새로 취임한 대통령이 퇴임하는 대통령이 워싱턴을 뜨기 전에 마린 원 헬리콥터에 데려다주는데, 트럼프가 바이든 취임식에 불참하고 취임식 이전에 워싱턴을 뜨면서 이 관습이 깨졌다. 1897년 윌리엄 매킨리 취임식 이후 매번 열린 의회 주관 오찬은 코로나19 여파로 취소되어 1977년 지미 카터 취임식 이후로는 처음이다. 하지만 바이든과 해리스는 국회의사당 로툰다홀에서 선물을 개봉하였다. 선물에는 로버트 S. 던캔슨의 유화인 "무지개로 된 풍경" (Landscape with Rainbow), 피터 오루크의 수정 꽃병, 취임식에서 국회의사당에 휘날린 두 국기, 선서식에서의 대통령과 부통령 초상화 등이 담겨있었다.
그 날 오후, 바이든은 합창식에 참석하여 2021년 1월 20일을 전국 화합의 날로 지정하였고 행정부 인사 지명을 의회에 통보하였다. 해리스는 이날 저녁, 1월 5일 조지아 상원의원 결선에 당선되면서 상원 다수당이 민주당으로 바뀌게 된 존 오소프와 라파엘 워녹 상원의원 당선인과, 해리스가 부통령이 되면서 궐석을 채우기 위해 개빈 뉴섬 캘리포니아 주지사가 임명한 알렉스 파디야 당선인의 취임 선서에 참석하였다.

#### 알링턴 국립묘지 헌화식

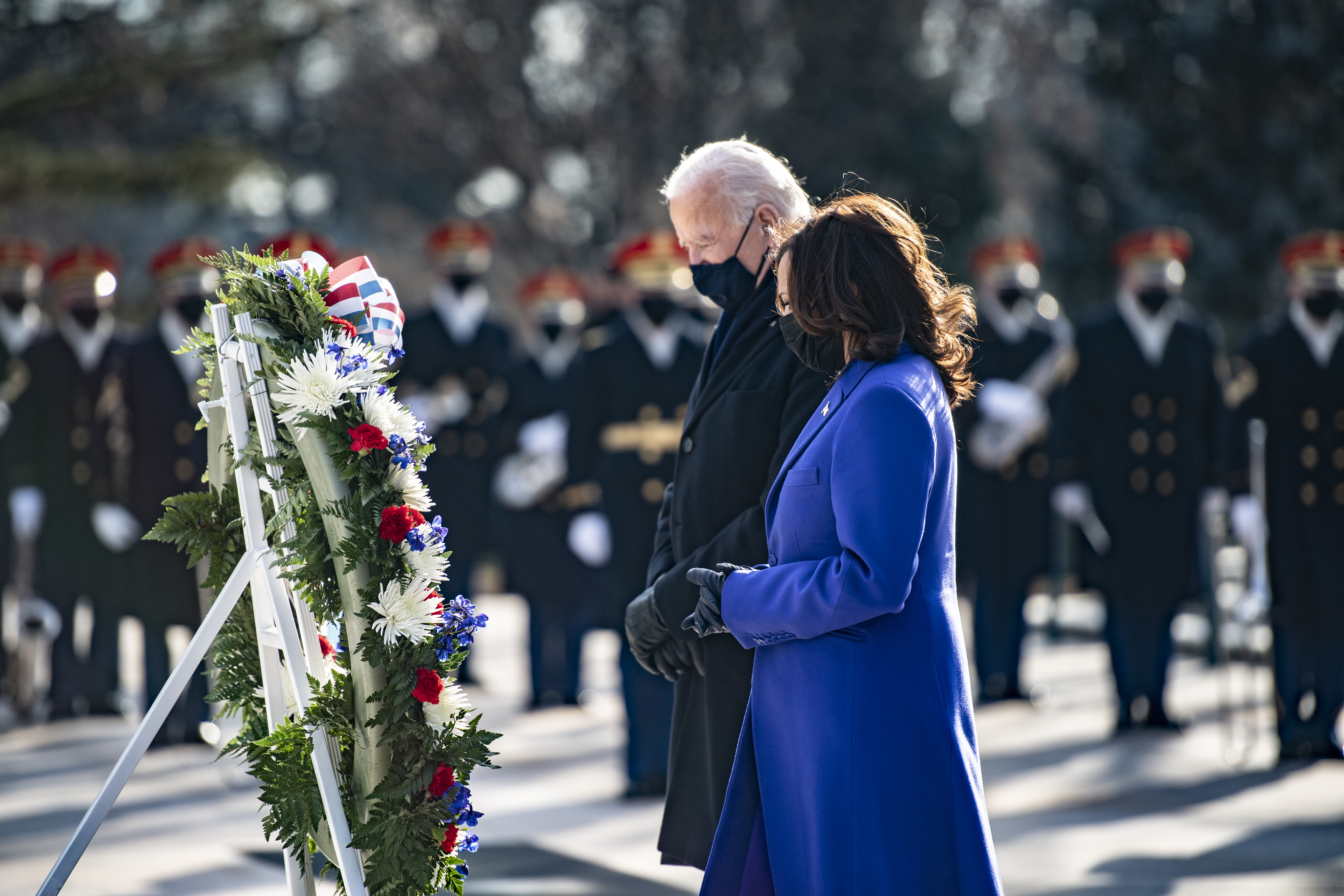
알링턴 국립묘지의 무명 용사의 무덤에 헌화하는 바이든과 해리스

열병식 이후로 바이든과 해리스는 전직 대통령인 클린턴, 부시, 오바마와 이들의 배우자들과 함께 알링턴 국립묘지의 무명 용사의 무덤에서 헌화식에 참석하였다. 대통령 사학자 티모시 나프탈리는 헌화식이 중요한 이유는 의회가 바이든 취임 100년 전인 1921년 취임식에 제1차 세계 대전에 전사한 신원 미상의 군인을 묻기로 하면서 하나의 전통으로 자리잡았기 때문이라고 설명하였다. 나프탈리는 또한 바이든이 전직 대통령들과 모여 전쟁에서 전사한 신원을 알 수 없는 군인들을 기리는 것은 나라가 불안, 고통, 수난의 시기를 겪을 때 화합의 뜻을 눈으로 보여준다고 평하였다.

#### 미국 전역 행진

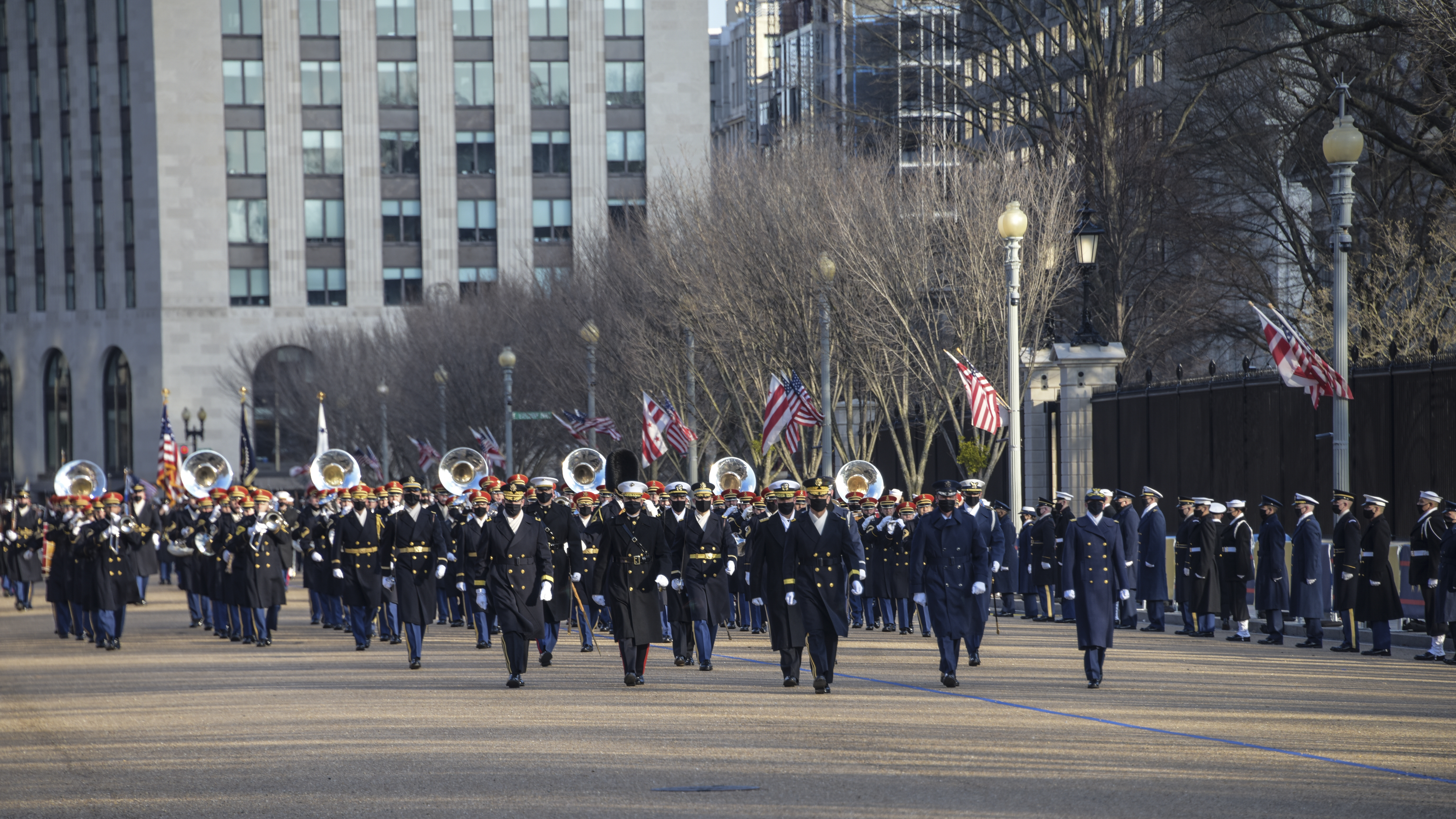
백악관을 향하는 대통령 취임식 행진 대열

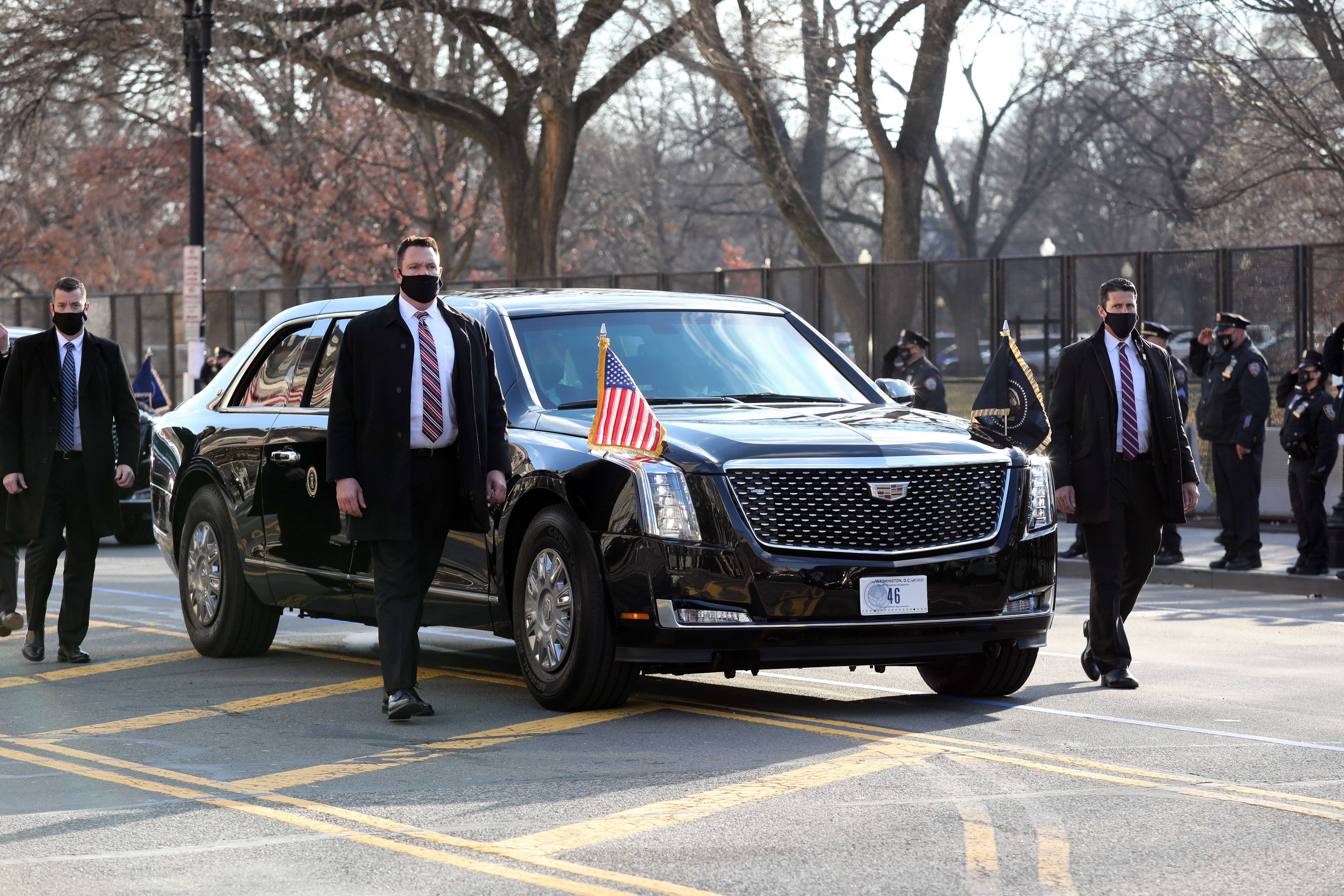
백악관까지 이동하는 데 바이든을 수송한 대통령 경호 차량

헌화식 이후 바이든과 해리스는 미군 육해공 전군과 바이든과 해리스가 졸업한 델라웨어 대학교 및 하워드 대학교 악단과 펜실베이니아 애비뉴를 따라 백악관까지 행진하였다. 바이든 취임위원회는 인터넷에서 진행된 미국 전역 행진 (Virtual Parade across America)는 '미국의 다양성, 유산, 끈질김'을 음악, 시, 무용 등으로 돌아보는 행사를 개최하였고 행사 사회는 배우 토니 골드윈이 맡았다. 백악관 밖에 설치되었던 관람석은 계획이 바뀌면서 불필요하다고 여겨져 철거되었다. 행진은 드와이트 D. 아이젠하워의 두 번째 취임식부터 거의 모든 취임식마다 취임 행진 해설자로 참석했던 찰리 브로트먼이 해설을 맡았다.
코미디언 존 스튜어트, 음악가 안드라 데이, 나일 로저스, 캐시 슬레지는 물론 여러 합창단과 운동 선수 (올림픽 출전 선수 네이선 첸, 앨리슨 펠릭스, 케이티 러데키 등을 포함)가 화상 통화에 등장하였다. 행진에는 화상으로 등장한 참가자 1,391명, 말 95마리, 개 9마리 등이 참석하였다. 코로나19 대유행 중에 공동체에 기여한 의료진, 뛰어난 학생들과 교사들은 '영웅'으로 칭송받았다. 안무가 케니 오테가는 미국 곳곳의 참가자들이 춤을 추는 장면을 녹화한 275개 부분으로 다같이 춤을 추도록 이끌었다. 장애인 농구 재단인 라이언 마틴 재단이 인터넷상으로 행진에 참석하였다. 록 밴드 뉴 래디컬스가 22년 만에 처음으로 결합해 이들의 히트곡인 "You Get What You Give"로 행진을 마무리지었다. 이 곡은 2020년 대선 유세 당시 해리스의 남편 엠호프가 틀었던 곡이자 바이든이 자서전에서 아들 보가 교모세포종으로 세상을 떠나기 전에 병상에서 응원하기 위한 주제가로 쓰였다고 밝혔다. 뉴 래디컬스 밴드리더 그렉 알렉산더는 밴드 공연이 어둠으로 가득한 시기에 한줄기 빛이 되었으면 한다고 밝혔다.

#### 미국을 축하하다
"미국을 축하하다" (Celebrating America)는 톰 행크스가 사회를 본 특별 축하 공연으로, 미국의 주요 텔레비전 방송국과 다른 케이블 및 스트리밍 방송을 통해 송출되었다. 이 공연은 다채로운 연예인들을 선보였는데, 브루스 스프링스틴, 존 본 조비, 저스틴 팀벌레이크, 데이브 그롤, 팀 맥그로, 린마누엘 미란다, 존 레전드, 데미 로바토, 케이티 페리 등이 무대에 올랐다.

#### 국가기도회
현지 시각으로 1월 21일 오전 10시, 워싱턴 국립 대성당에서 국가기도회가 열렸다. 인터넷상에서 이루어진 기도회에 바이든 가족은 백악관에서 참석하였으며, 다양한 종교 지도자가 30여명 참석하였다. 기도회에서는 윌리엄 바버 2세가 설교를 맡았으며 미국의 3차 재건을 촉구하였다.

## 시위와 집회
2020년 대선 결과에 대한 반대 시위와 집회는 2020년 12월부터 시작되었다. 국회의사당 습격 이후, 뮤리얼 바우저 워싱턴 시장은 내무부에 취임 기간 중에 집회 신고를 취소해줄 것을 요청하였지만, 내무부는 이를 거절하였다. 국립공원관리청은 수정헌법 제1조 행위 (집회)를 위해 존 마셜 공원과 미국 해군 기념관을 집회구역으로 지정하였다. 국립공원 경찰은 각 장소에서 시위 인원을 최대 100명으로 제한했고 시위대는 자기탐지기로 사전 검사를 받아야 했다. 진보 성향 단체인 A.N.S.W.E.R.와 D.C. 액션 랩은 집회구역 내에서 집회를 허가받아 진행하였다.
첩보보고서에 적힌 취임식 당일에 미국 국회의사당과 주 의사당에 모일 것으로 예상했던 시위대 규모는 매우 과대평가되었다. 미국 전역에 걸쳐 주 의사당에서 몇 명만 모였다. 뉴욕주 의사당에서는 대규모 집회를 예상했던 트럼프 지지자 한 명만 의사당 앞에 등장하였다. 취임식 사흘 전인 1월 17일, 미시간주 부갈루파원들이 의사당 앞에서 무기를 착용하였지만 과격 시위로 이루어지지는 않았다. NPR은 과격시위가 일어나지 않은 요인으로 법무부가 국회의사당을 습격한 시위대를 찾고 있는 점, 시위 주최자들이 경찰이 '허위 시위를 개최해 함정 수법으로 시위대를 체포할 가능성', 팔러와 같이 극단주의에 엮인 소셜미디어 프로필, 단체, 페이지, 앱을 차단하거나 삭제하는 점을 들었다.

## 시청률
주요 케이블 뉴스와 지상파 텔레비전 방송사에서 4천만 명 가까운 시청자들이 바이든 취임식을 시청하였다. 2100만 명이 넘는 사람들이 황금시간대에 "미국을 축하하다" 특별 공연을 시청하였다. 2017년 닐슨 자료에 따르면 같은 방송사에서 트럼프 취임식을 총 3830만 명이 시청하여 지난 취임식에 비해 시청률이 4% 증가하였다. 취임식 당시 시청률이 가장 높은 방송국은 CNN이었다. 2017년 취임식과 달리 폭스 뉴스의 시청률은 77% 하락하였고, CNN의 시청률은 세 배로, MSNBC는 네 배로 뛰었다. 아래 애드위크에 나온 닐슨 자료는 스트리밍 수치를 포함하지 않는다.
| 케이블 뉴스 방송국 |
| 지상파 방송국      |

| 방송국    | 시청자 수 |
| --------- | --------- |
| CNN       | 9,994,000 |
| ABC       | 7,655,000 |
| NBC       | 6,885,000 |
| MSNBC     | 6,528,000 |
| CBS       | 6,068,000 |
| 폭스 뉴스 | 2,742,000 |
| 유니비전  | 1,500,000 |

| 방송국      | 시청자 수 |
| ----------- | --------- |
| CNN         | 7,737,000 |
| ABC         | 5,370,000 |
| MSNBC       | 5,326,000 |
| NBC         | 4,714,000 |
| CBS         | 4,133,000 |
| 폭스 뉴스   | 2,166,000 |
| 유니비전    | 1,300,000 |
| 뉴스맥스 TV | 428,000   |

| 방송사    | 시청자 수 |
| --------- | --------- |
| CNN       | 6,677,000 |
| MSNBC     | 4,413,000 |
| NBC       | 3,863,000 |
| ABC       | 3,658,000 |
| 폭스 뉴스 | 3,207,000 |
| CBS       | 3,044,000 |

## 국외 반응
바이든과 해리스의 취임은 키리아코스 미초타키스 그리스 총리, 에르나 솔베르그 노르웨이 총리, 저신다 아던 뉴질랜드 총리, 문재인 대한민국 대통령, 메테 프레데릭센 덴마크 총리, 프랑크발터 슈타인마이어 독일 대통령, 안드레스 마누엘 로페스 오브라도르 멕시코 대통령, 알렉산더르 더크로 벨기에 총리, 스테판 뢰벤 스웨덴 총리, 페드로 산체스 스페인 총리, 카트린 야콥스도티르 아이슬란드 총리, 마이클 마틴 아일랜드 총리, 살러워르크 저우데 에티오피아 대통령, 베냐민 네타냐후 이스라엘 총리, 주세페 콘테 이탈리아 총리, 나렌드라 모디 인도 총리, 스가 요시히데 일본 총리대신, 쥐스탱 트뤼도 캐나다 총리, 임란 칸 파키스탄 총리, 안토니우 코스타 포르투갈 총리, 에마뉘엘 마크롱 프랑스 대통령, 산나 마린 핀란드 총리, 스콧 모리슨 호주 총리는 물론 우르줄라 폰데어라이엔 유럽 집행위원회 위원장, 옌스 스톨텐베르그 나토 사무총장, 교황 프란치스코가 축하의 뜻을 전했다.
화춘잉 중국 외교부 대변인은 바이든의 성공적인 국정운영을 기대하며 미중관계도 단합이 필요하다고 밝혔다. 하산 로하니 이란 대통령은 트럼프를 '폭군'이라고 불렀으며 바이든에게 트럼프가 탈퇴한 이란 핵 합의에 복귀할 것을 촉구하며 미국이 복귀하면 이란 또한 합의를 이행할 것이라고 밝혔다. 하마스는 트럼프 전 대통령이 '전세계에서 가장 큰 불의, 폭력 및 극단주의의 원인 제공자'라며 바이든 대통령에게 잘못 들어선, 정의롭지 않은 정책들의 경로를 바꿔야 한다고 요구하였다.

## 같이 보기
- 2020년 미국 대통령 선거
- 2021년 미국 국회의사당 습격